# Segunda División RFEF 2021-22
La temporada 2021-22 de la Segunda División RFEF de fútbol correspondió a la 1.ª edición de este campeonato que ocupa el cuarto nivel en el Sistema de ligas de fútbol de España. Dio comienzo el 4 de septiembre de 2021 y terminó el 15 de mayo en su fase regular. Posteriormente, a partir del 22 de mayo se disputó la promoción de ascenso a Primera Federación, y la promoción de permanencia; que finalizó el 29 de mayo.
En esta temporada todos los equipos jugaron como debutantes en la competición.

## Sistema de competición

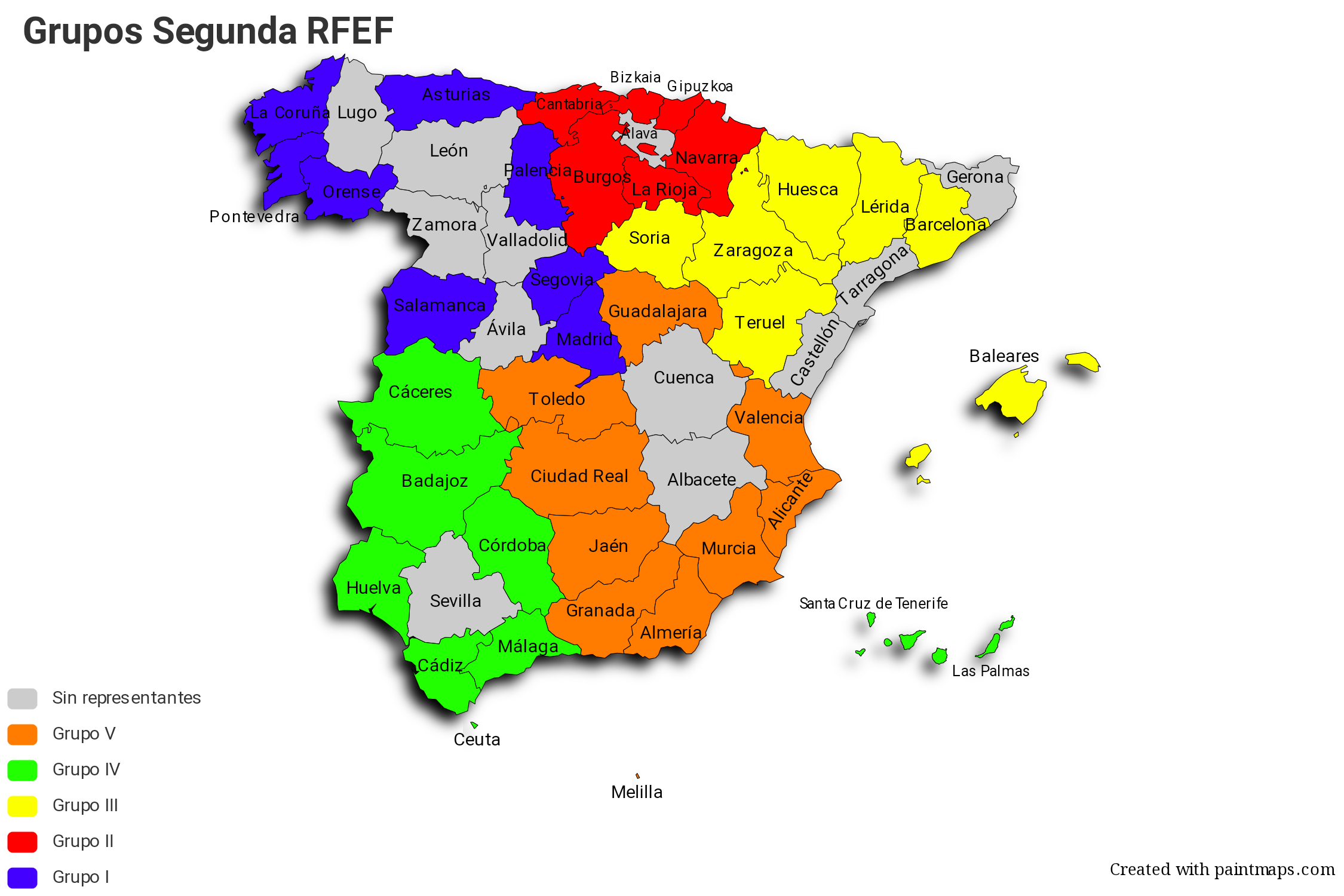
Distribución de grupos de la Segunda RFEF para la temporada 2021-22.

Participan noventa clubes de toda la geografía española, encuadrados en cinco grupos de dieciocho equipos según proximidad geográfica. Se enfrentan en cada grupo todos contra todos en dos ocasiones -una en campo propio y otra en campo contrario- durante un total de 34 jornadas. El orden de los encuentros se decide por sorteo antes de empezar la competición. La Federación Española de Fútbol es la responsable de designar las fechas de los partidos y los árbitros de cada encuentro, reservando al equipo local la potestad de fijar el horario exacto de cada encuentro.
El ganador de un partido obtiene tres puntos, el perdedor cero puntos, y en caso de empate hay un punto para cada equipo. Al término del campeonato el primer clasificado de cada grupo se proclama campeón y asciende directamente a Primera División RFEF, mientras que los cuatro equipos clasificados entre el segundo y el quinto lugar juegan la promoción de ascenso. Esta promoción tiene formato de eliminación directa, de los veinte equipos clasificados serán cinco los que obtengan el ascenso tras superar dos eliminatorias.
Los cinco últimos equipos clasificados de cada grupo descienden directamente a Tercera División RFEF. Además, los cuatro decimoterceros clasificados con peor puntuación juegan la promoción por la permanencia que se disputa por eliminación directa y los emparejamientos se determinan por sorteo. Los dos equipos derrotados pierden la categoría junto con los veinticinco descendidos directos.

## Equipos participantes

### Información de los equipos
| Equipo                           | Ciudad                     | Estadio                            | Capacidad | Entrenador                 | Capitán         |
| -------------------------------- | -------------------------- | ---------------------------------- | --------- | -------------------------- | --------------- |
| Bergantiños F. C.                | Carballo                   | As Eiroas                          | 5 000     | José Luis Lemos            |                 |
| C. D. Arenteiro                  | Carballino                 | Espiñedo                           | 2 000     | Fran Justo                 |                 |
| S. D. Compostela                 | Santiago de Compostela     | Verónica Boquete de San Lázaro     | 12 000    | Rodri Veiga                |                 |
| Coruxo F. C.                     | Vigo                       | O Vao                              | 2 000     | Gonzalo Fernández          |                 |
| Pontevedra C. F.                 | Pontevedra                 | Pasarón                            | 11 000    | José Luis Míguez           |                 |
| Arosa S. C.                      | Villagarcía de Arosa       | A Lomba                            | 5 000     | Jorge Otero                |                 |
| C. Marino de Luanco              | Luanco                     | Miramar                            | 3 500     | Manel Menéndez             |                 |
| U. P. Langreo                    | Langreo                    | Ganzábal                           | 4 024     | Ángel Rodríguez            |                 |
| U. C. de Ceares                  | Gijón                      | La Cruz                            | 1 500     | Pablo Busto                | Juan Carlos     |
| U. D. Llanera                    | Posada de Llanera          | Pepe Quimarán                      | 1 000     | José Luis Rodríguez        |                 |
| Real Avilés C. F.                | Avilés                     | Estadio Román Suárez Puerta        | 5 400     | Chiqui de Paz              | Natalio         |
| C. D. Palencia Cristo Atlético   | Palencia                   | Nueva Balastera                    | 8 100     | Rubén Gala                 | Abel Pacual     |
| Gimnástica Segoviana C. F.       | Segovia                    | La Albuera                         | 6 000     | Manuel González Millán     | Manu Olmedilla  |
| C. D. Numancia                   | Soria                      | Los Pajaritos                      | 8 261     | Álex Huerta                |                 |
| Salamanca C. F. UDS              | Salamanca                  | Helmántico                         | 17 341    | Antonio Calderón           |                 |
| Burgos C. F. Promesas            | Burgos                     | Castañares N.º 2                   | 500       | Carlos Aguilera            |                 |
| C. D. Cayón                      | Sarón                      | Fernando Astobiza                  | 2 700     | Luis Fernández             |                 |
| C. D. Laredo                     | Laredo                     | San Lorenzo                        | 3 000     | Manu Calleja               |                 |
| Rayo Cantabria                   | Santander                  | Instalaciones Nando Yosu 1         | 1 000     | Mario Gutiérrez            |                 |
| C. D. Tropezón                   | Tanos                      | Santa Ana                          | 1 500     | José Gómez                 |                 |
| Arenas Club                      | Guecho                     | Gobela                             | 1 200     | Javier Olaizola            |                 |
| Real Sociedad "C"                | San Sebastián              | Zubieta                            | 1 100     | Sergio Francisco           |                 |
| S. D. Gernika Club               | Guernica y Luno            | Urbieta                            | 3 000     | Óscar Vales                |                 |
| Sestao River C.                  | Sestao                     | Las Llanas                         | 4 367     | Igor Oca                   |                 |
| Racing Rioja C. F.               | Logroño                    | El Salvador                        | 1 160     | Gustavo Bezares            |                 |
| Náxara C. D.                     | Nájera                     | La Salera                          | 1 500     | Rubén Sáenz                |                 |
| U. D. Logroñés "B"               | Logroño                    | Estadio Mundial 82                 | 3 500     | Albert Aguilá              |                 |
| C. A. Osasuna "B"                | Pamplona                   | Tajonar                            | 4 000     | Santi Castillejo           |                 |
| Peña Sport F. C.                 | Tafalla                    | San Francisco                      | 4 000     | Unai Jauregui              |                 |
| U. D. Mutilvera                  | Mutilva                    | Mutilnova                          | 2 000     | Andoni Alonso              |                 |
| C. D. Izarra                     | Estella                    | Merkatondoa                        | 3 500     | Álex Huerta                |                 |
| A. D. San Juan                   | Pamplona                   | San Juan                           | 1 500     | Alfredo Ibero              |                 |
| C. D. Ardoi                      | Zizur Mayor                | El Pinar 1                         | 1 500     | Íñigo Ardanaz              |                 |
| C. D. Ebro                       | Zaragoza                   | Pedro Sancho                       | 2 500     | Raúl Jardiel               |                 |
| C. D. Teruel                     | Teruel                     | Pinilla                            | 5 000     | Víctor Bravo               |                 |
| S. D. Tarazona                   | Tarazona                   | Municipal de Tarazona              | 1 500     | David Navarro              |                 |
| C. D. Brea                       | Brea de Aragón             | Piedrabuena                        | 900       | Raúl Jardiel               |                 |
| S. D. Ejea                       | Ejea de los Caballeros     | Municipal de Ejea                  | 2 249     | Iván Martínez              |                 |
| S. D. Huesca "B"                 | Huesca                     | Complejo deportivo San Jorge       | 1 000     | Dani Aso                   |                 |
| C. E. Europa                     | Barcelona                  | Nou Sardenya                       | 4 000     | Gerard Albadalejo          | Álex Cano       |
| C. F. Badalona                   | Badalona                   | Estadio municipal de Badalona      | 4 170     | Javi Moreno                |                 |
| Lleida Esportiu Terraferma C. F. | Lérida                     | Camp d'Esports                     | 13 500    | Manuel Jesús Casas         |                 |
| R. C. D. Español "B"             | Barcelona                  | Ciudad deportiva Dani Jarque       | 3 000     | Luis Blanco                |                 |
| A. E. Prat                       | El Prat de Llobregat       | Sagnier                            | 1 000     | Pedro Dólera               |                 |
| Terrassa F. C.                   | Tarrasa                    | Estadio Olímpico de Tarrasa        | 11 500    | Juan José García Yepes     |                 |
| Cerdanyola del Vallès F. C.      | Sardañola del Vallés       | Les Fontetes                       | 1 000     | Toni Carrillo              |                 |
| Atlético Levante U. D.           | Valencia                   | Ciudad deportiva de Buñol          | 1 000     | Adrián Esteve              |                 |
| C. D. Eldense                    | Elda                       | Nuevo Pepico Amat                  | 4 036     | Santi Rico                 |                 |
| U. D. Alzira                     | Alcira                     | Luis Suñer Picó                    | 5 000     | Dani Ponz                  |                 |
| C. F. Intercity                  | San Juan de Alicante       | Polideportivo San Juan de Alicante | 1 000     | Gustavo Siviero            |                 |
| C. F. La Nucía                   | La Nucía                   | Olímpico Camilo Cano               | 4 000     | César Ferrando             |                 |
| Hércules de Alicante C. F.       | Alicante                   | José Rico Pérez                    | 30 000    | Manolo Díaz                |                 |
| S. C. R. Peña Deportiva          | Santa Eulalia del Río      | Campo municipal de deportes        | 1 500     | Raúl Casany                |                 |
| C. D. Ibiza Islas Pitiusas       | Ibiza                      | Can Misses-3                       |           | Raúl Garrido               |                 |
| C. D. Andrach                    | Andrach                    | Sa Plana                           | 600       | José Contreras             |                 |
| S. D. Formentera                 | San Francisco Javier       | Municipal de Formentera            | 500       | Míchel Alonso              |                 |
| A. D. Unión Adarve               | Madrid                     | Vicente del Bosque                 | 1 000     | Diego Nogales              |                 |
| C. D. A. Navalcarnero            | Navalcarnero               | Mariano González                   | 2 500     | Luis Ayllón                |                 |
| C. D. Leganés "B"                | Leganés                    | Instalación Deportiva Butarque     | 1 750     | Carlos Martínez Fernández  |                 |
| C. D. Móstoles U. R. J. C.       | Móstoles                   | El Soto                            | 5 000     | Víctor González            |                 |
| A. D. Mérida                     | Mérida                     | Estadio Romano                     | 14 680    | Juanma Barrero             |                 |
| C. D. Don Benito                 | Don Benito                 | Vicente Sanz                       | 5 000     | Roberto Aguirre            | Gonzalo Barroso |
| C. F. Villanovense               | Villanueva de la Serena    | Municipal Villanovense             | 1 900     | Josip Višnjić              |                 |
| C. P. Cacereño                   | Cáceres                    | Príncipe Felipe                    | 5 972     | Julio Cobos                |                 |
| U. D. Montijo                    | Montijo                    | Emilio Macarro                     | 2 000     | Juan Marrero               |                 |
| C. D. Coria                      | Coria                      | La Isla                            | 3 000     | Raimundo Rosa              |                 |
| C. D. Marchamalo                 | Marchamalo                 | La Solana                          | 2 000     | Aitor Gómez                |                 |
| Calvo Sotelo Puertollano C. F.   | Puertollano                | Ciudad de Puertollano              | 7 240     | José Masegosa              |                 |
| C.D. Toledo                      | Toledo                     | Salto del Caballo                  | 5 500     | Javi Sánchez               |                 |
| U. D. Socuéllamos                | Socuéllamos                | Paquito Giménez                    | 2 500     | Sergio Campos              |                 |
| Atlético Mancha Real             | Mancha Real                | La Juventud                        | 1 500     | Pedro Bolaños              |                 |
| Cádiz C. F. "B"                  | Cádiz                      | Ramón Blanco                       | 2 500     | Alberto Cifuentes          |                 |
| Córdoba C. F.                    | Córdoba                    | Nuevo Arcángel                     | 21 822    | Germán Crespo              |                 |
| Vélez C. F.                      | Vélez-Málaga               | Estadio Vivar Téllez               | 3 000     | Miguel Beas                |                 |
| Xerez Deportivo F. C.            | Jerez de la Frontera       | Chapín                             | 20 523    | José Herrera               | Antonio Bello   |
| Atlético Pulpileño               | Pulpí                      | San Miguel                         | 2 000     | Sebastián López            |                 |
| C. D. San Roque de Lepe          | Lepe                       | Ciudad de Lepe                     | 3 512     | Antonio Fernández          |                 |
| C. D. El Ejido 2012              | El Ejido                   | Santo Domingo                      | 7 870     | Fran Alcoy                 |                 |
| C. Recreativo Granada            | Granada                    | Ciudad deportiva Granada C. F.     | 600       | Julio Algar                |                 |
| Antequera C. F.                  | Antequera                  | Estadio El Maulí                   | 5 000     | José Jesús Aybar           |                 |
| A. D. Ceuta F. C.                | Ceuta                      | Estadio Alfonso Murube             | 6 500     | Chus Trujillo              |                 |
| U. D. Melilla                    | Melilla                    | Álvarez Claro                      | 10 000    | Miguel Rivera              |                 |
| U. D. Tamaraceite                | Las Palmas de Gran Canaria | Juan Guedes                        | 1 100     | Pachi Castellano           |                 |
| C. D. Mensajero                  | Santa Cruz de La Palma     | Silvestre Carrillo                 | 6 000     | Josu Uribe                 |                 |
| Las Palmas Atlético              | Las Palmas de Gran Canaria | Anexo Estadio Gran Canaria         | 500       | Tino Luis Cabrera          |                 |
| C. F. Panadería Pulido San Mateo | Vega de San Mateo          | Municipal de San Mateo             | 500       | Juan Carlos Socorro        |                 |
| U. D. San Fernando               | Maspalomas                 | Ciudad deportiva de Maspalomas     | 1 000     | Tino Déniz                 |                 |
| Real Murcia C. F.                | Murcia                     | Enrique Roca                       | 31 179    | José Luis Rodríguez Loreto |                 |
| Águilas F. C.                    | Águilas                    | El Rubial                          | 4 000     | Jovan Stanković            |                 |
| Mar Menor F. C.                  | San Javier                 | El Pitín                           | 3 000     | Javier Motos               |                 |

### Procedencia de los participantes
| Procedentes de 2.ª División B      | Procedentes de 2.ª División B | Ascendidos de 3.ª División   | Ascendidos de 3.ª División       | Ascendidos de 3.ª División    |
| ---------------------------------- | ----------------------------- | ---------------------------- | -------------------------------- | ----------------------------- |
| 'S. D. Compostela'                 | Coruxo C. F.                  | C. D. Arenteiro              | 'Bergantiños F. C.'              | 'Arosa S. C.'                 |
| 'Pontevedra C. F.'                 | C. Marino de Luanco           | 'U. C. de Ceares'            | 'U. D. Llanera'                  | Real Avilés C. F.             |
| U. P. Langreo                      | C. D. Laredo                  | 'C. D. Cayón'                | Rayo Cantabria                   | 'C. D. Tropezón'              |
| Arenas Club                        | 'A. E. Prat'                  | 'S. D. Gernika Club'         | 'Real Sociedad "C"'              | 'Sestao River C.'             |
| 'Lleida Esportiu Terraferma C. F.' | 'R. C. D. Espanyol "B"'       | C. E. Europa                 | Terrassa F. C.                   | 'Cerdanyola del Vallès F. C.' |
| 'C. F. Badalona'                   | 'Hércules de Alicante C. F.'  | C. D. Eldense                | U. D. Alzira                     | C. F. Intercity               |
| 'Atlético Levante U. D.'           | 'C. F. La Nucía'              | C. D. Leganés "B"            | 'A. D. Unión Adarve'             | 'C. D. Móstoles U. R. J. C.'  |
| C. D. A. Navalcarnero              | 'Salamanca C. F. UDS'         | Gimnástica Segoviana C. F.   | C. D. Palencia Cristo Atlético   | 'Burgos C. F. Promesas'       |
| 'C. D. Numancia'                   | 'Cádiz C. F. "B"'             | Vélez C. F.                  | Atlético Mancha Real             | 'Antequera C. F.'             |
| Córdoba C. F.                      | 'C. Recreativo Granada'       | Xerez Deportivo F. C.        | C. D. San Roque de Lepe          | 'A. D. Ceuta F. C.'           |
| 'C. D. El Ejido 2012'              | U. D. Melilla                 | 'C. D. Ibiza Islas Pitiusas' | C. E. Andratx                    | 'S. D. Formentera'            |
| 'S. C. R. Peña Deportiva'          | 'Las Palmas Atlético'         | C. D. Mensajero              | C. F. Panadería Pulido San Mateo | 'U. D. San Fernando'          |
| U. D. Tamaraceite                  | Real Murcia C. F.             | Águilas F. C.                | 'Atlético Pulpileño'             | 'Mar Menor F. C.'             |
| 'C. F. Villanovense'               | 'A. D. Mérida'                | 'C. P. Cacereño'             | U. D. Montijo                    | 'C. D. Coria'                 |
| C. D. Don Benito                   | C. D. Izarra                  | 'Racing Rioja C. F.'         | Náxara C. D.                     | U. D. Logroñés "B"            |
| 'U. D. Mutilvera'                  | 'C. A. Osasuna "B"'           | Peña Sport F. C.             | 'A. D. San Juan'                 | 'C. D. Ardoi'                 |
| 'C. D. Ebro'                       | 'S. D. Ejea'                  | 'C. D. Teruel'               | 'C. D. Brea'                     | 'S. D. Huesca "B"'            |
| S. D. Tarazona                     | 'U. D. Socuéllamos'           | 'C. D. Marchamalo'           | 'Calvo Sotelo Puertollano C. F.' | 'C. D. Toledo'                |

### Distribución de grupos
La composición de los cinco grupos de Segunda División RFEF fue elegida el 21 de junio por la Comisión de Clubes de entre las propuestas recibidas por parte de las distintas federaciones territoriales.
| Equipos de la temporada 2021-22 | Equipos de la temporada 2021-22 | Equipos de la temporada 2021-22 | Equipos de la temporada 2021-22  | Equipos de la temporada 2021-22 |
| Grupo I                         | Grupo II                        | Grupo III                       | Grupo IV                         | Grupo V                         |
| ------------------------------- | ------------------------------- | ------------------------------- | -------------------------------- | ------------------------------- |
| C. D. Arenteiro                 | C. D. Cayón                     | C. F. Badalona                  | Antequera C. F.                  | U. D. Alzira                    |
| Arosa S. C.                     | C. D. Laredo                    | Cerdanyola del Vallès F. C.     | Vélez C. F.                      | Atlético Levante U. D.          |
| Bergantiños F. C.               | Rayo Cantabria                  | R. C. D. Espanyol "B"           | Cádiz C. F. "B"                  | C. D. Eldense                   |
| S. D. Compostela                | C. D. Tropezón                  | C. E. Europa                    | Xerez Deportivo F. C.            | Hércules de Alicante C. F.      |
| Coruxo C. F.                    | Arenas Club                     | Lleida Esportiu                 | Córdoba C. F.                    | C. F. Intercity                 |
| Pontevedra C. F.                | S. D. Gernika Club              | A. E. Prat                      | C. D. San Roque de Lepe          | C. F. La Nucía                  |
| Real Avilés C. F.               | Real Sociedad "C"               | Terrassa F. C.                  | A. D. Ceuta F. C.                | Atlético Mancha Real            |
| U. C. de Ceares                 | Sestao River C.                 | C. D. Numancia                  | Las Palmas Atlético              | C. D. El Ejido 2012             |
| U. P. Langreo                   | C. D. Ardoi                     | C. D. Andrach                   | C. D. Mensajero                  | Atlético Pulpileño              |
| U. D. Llanera                   | A. D. San Juan                  | S. D. Formentera                | C. F. Panadería Pulido San Mateo | C. Recreativo Granada           |
| C. Marino de Luanco             | C. A. Osasuna "B"               | C. D. Ibiza Islas Pitiusas      | U. D. Tamaraceite                | U. D. Melilla                   |
| Gimnástica Segoviana C. F.      | C. D. Izarra                    | S. C. R. Peña Deportiva         | U. D. San Fernando               | Águilas F. C.                   |
| C. D. Palencia Cristo Atlético  | U. D. Mutilvera                 | C. D. Brea                      | C. P. Cacereño                   | Mar Menor F. C.                 |
| Salamanca C. F. UDS             | Peña Sport F. C.                | C. D. Ebro                      | C. D. Coria                      | Real Murcia C. F.               |
| C. D. Leganés "B"               | Burgos C. F. Promesas           | S. D. Ejea                      | C. D. Don Benito                 | Calvo Sotelo Puertollano C. F.  |
| C. D. Móstoles U. R. J. C.      | U. D. Logroñés "B"              | S. D. Huesca "B"                | A. D. Mérida                     | C. D. Marchamalo                |
| C. D. A. Navalcarnero           | Náxara C. D.                    | S. D. Tarazona                  | U. D. Montijo                    | U. D. Socuéllamos               |
| A. D. Unión Adarve              | Racing Rioja C. F.              | C. D. Teruel                    | C. F. Villanovense               | C. D. Toledo                    |

## Grupo I

### Cambios de entrenadores
| Equipo              | Entrenador (Jornadas)     | Fecha de vacante       | Tipo de salida | Posición en la tabla | Entrenador entrante         | Fecha de nombramiento  |
| ------------------- | ------------------------- | ---------------------- | -------------- | -------------------- | --------------------------- | ---------------------- |
| Real Avilés C. F.   | Chiqui de Paz (1 - 14)    | 8 de diciembre de 2021 | Despedido      | 9.º                  | Astu (15 - 27)              | 8 de diciembre de 2021 |
| Salamanca C. F. UDS | Antonio Calderón (1 - 21) | 15 de febrero de 2022  | Dimisión       | 17.º                 | José María Hernández (22 -) | 15 de febrero de 2022  |
| Real Avilés C. F.   | Astu (15 - 27)            | 27 de marzo de 2022    | Dimisión       | 12.º                 | Emilio Cañedo (28 -)        | 29 de marzo de 2022    |
| U. P. Langreo       | Samuel Baños (1 - 28)     | 4 de abril de 2022     | Despedido      | 12.º                 | Roberto Robles (29 -)       | 5 de abril de 2022     |
| Arosa S. C.         | Jorge Otero (1 - 29)      | 12 de abril de 2022    | Despedido      | 16.º                 | Luisito (30 -)              | 13 de abril de 2022    |

### Equipos por comunidad autónoma
| N.° | Comunidad autónoma  | Equipos                                                                                      |
| --- | ------------------- | -------------------------------------------------------------------------------------------- |
| 6   | Galicia             | C. D. Arenteiro Arosa S. C. Bergantiños C. F. S. D. Compostela Coruxo F. C. Pontevedra C. F. |
| 5   | Asturias            | Real Avilés C. F. U. C. de Ceares U. P. Langreo U. D. Llanera C. Marino de Luanco            |
| 4   | Comunidad de Madrid | C. D. Leganés "B" C. D. Móstoles URJC C. D. A. Navalcarnero A. D. Unión Adarve               |
| 3   | Castilla y León     | Gimnástica Segoviana C. F. C. D. Palencia Cristo Atlético Salamanca C. F. UDS                |

### Clasificación grupo I
| Pos. | Equipo                         | Pts. | PJ | G  | E  | P  | GF | GC | Dif. |                                                          |
| ---- | ------------------------------ | ---- | -- | -- | -- | -- | -- | -- | ---- | -------------------------------------------------------- |
| 1    | Pontevedra C. F. (A, C)        | 65   | 34 | 18 | 11 | 5  | 66 | 35 | +31  | Ascenso a Primera División RFEF y Copa del Rey           |
| 2    | A. D. Unión Adarve             | 61   | 34 | 17 | 10 | 7  | 54 | 39 | +15  | Play-Offs Ascenso a Primera División RFEF y Copa del Rey |
| 3    | C. D. A. Navalcarnero          | 57   | 34 | 17 | 6  | 11 | 41 | 32 | +9   | Play-Offs Ascenso a Primera División RFEF y Copa del Rey |
| 4    | Coruxo F. C.                   | 52   | 34 | 14 | 10 | 10 | 46 | 32 | +14  | Play-Offs Ascenso a Primera División RFEF y Copa del Rey |
| 5    | C. D. Palencia Cristo Atlético | 52   | 34 | 14 | 10 | 10 | 51 | 41 | +10  | Play-Offs Ascenso a Primera División RFEF y Copa del Rey |
| 6    | Bergantiños F. C.              | 49   | 34 | 13 | 10 | 11 | 36 | 37 | −1   | Clasificación a Copa RFEF                                |
| 7    | C. D. Leganés "B"              | 48   | 34 | 13 | 9  | 12 | 44 | 34 | +10  |                                                          |
| 8    | S. D. Compostela               | 47   | 34 | 11 | 14 | 9  | 47 | 38 | +9   |                                                          |
| 9    | Real Avilés C. F.              | 47   | 34 | 11 | 14 | 9  | 43 | 37 | +6   |                                                          |
| 10   | C. D. Arenteiro                | 45   | 34 | 10 | 15 | 9  | 35 | 35 | 0    |                                                          |
| 11   | U. P. Langreo                  | 44   | 34 | 11 | 11 | 12 | 40 | 41 | −1   |                                                          |
| 12   | C. Marino de Luanco            | 43   | 34 | 12 | 7  | 15 | 38 | 38 | 0    |                                                          |
| 13   | Gimnástica Segoviana C. F. (O) | 42   | 34 | 11 | 9  | 14 | 37 | 42 | −5   | Promoción de permanencia                                 |
| 14   | C. D. Móstoles URJC (D)        | 41   | 34 | 11 | 8  | 15 | 37 | 44 | −7   | Descenso a Tercera División RFEF                         |
| 15   | Salamanca C. F. UDS (D)        | 41   | 34 | 10 | 11 | 13 | 26 | 29 | −3   | Descenso a Tercera División RFEF                         |
| 16   | U. D. Llanera (D)              | 40   | 34 | 11 | 7  | 16 | 39 | 55 | −16  | Descenso a Tercera División RFEF                         |
| 17   | Arosa S. C. (D)                | 39   | 34 | 10 | 9  | 15 | 32 | 48 | −16  | Descenso a Tercera División RFEF                         |
| 18   | U. C. Ceares (D)               | 18   | 34 | 5  | 3  | 26 | 23 | 78 | −55  | Descenso a Tercera División RFEF                         |

 Fuente: RFEF

### Evolución de la clasificación
| Jornada      | 1  | 2  | 3  | 4  | 5  | 6  | 7  | 8  | 9  | 10 | 11 | 12 | 13 | 14 | 15 | 16 | 17  | 18  | 19  | 20  | 21  | 22  | 23  | 24  | 25 | 26 | 27 | 28 | 29 | 30 | 31 | 32 | 33 | 34 |
| Equipo       |    |    |    |    |    |    |    |    |    |    |    |    |    |    |    |    |     |     |     |     |     |     |     |     |    |    |    |    |    |    |    |    |    |    |
| ------------ | -- | -- | -- | -- | -- | -- | -- | -- | -- | -- | -- | -- | -- | -- | -- | -- | --- | --- | --- | --- | --- | --- | --- | --- | -- | -- | -- | -- | -- | -- | -- | -- | -- | -- |
| Pontevedra   | 10 | 11 | 12 | 15 | 15 | 9  | 6  | 4  | 3  | 5  | 5  | 2  | 2  | 2  | 2  | 2  | 2   | 2   | 2   | 2   | 2   | 2   | 2   | 2   | 2  | 2  | 2  | 2  | 1  | 2  | 1  | 1  | 1  | 1  |
| Adarve       | 1  | 1  | 2  | 1  | 1  | 1  | 1  | 1  | 1  | 1  | 1  | 1  | 1  | 1  | 1  | 1  | 1   | 1   | 1   | 1   | 1   | 1   | 1   | 1   | 1  | 1  | 1  | 1  | 2  | 1  | 2  | 2  | 2  | 2  |
| Navalcarnero | 4  | 8  | 7  | 9  | 12 | 13 | 16 | 12 | 7  | 7  | 9  | 5  | 3  | 4  | 4  | 4  | 3   | 4   | 3   | 3   | 4   | 3   | 3   | 3   | 3  | 4  | 3  | 3  | 3  | 3  | 3  | 3  | 3  | 3  |
| Coruxo       | 11 | 17 | 17 | 18 | 16 | 10 | 14 | 15 | 15 | 15 | 16 | 16 | 16 | 15 | 15 | 12 | 13  | 13  | 13  | 11  | 11  | 10  | 9   | 6   | 6  | 6  | 6  | 6  | 8  | 5  | 7  | 6  | 5  | 4  |
| Palencia     | 5  | 10 | 11 | 12 | 7  | 5  | 8  | 9  | 12 | 10 | 7  | 11 | 6  | 8  | 7  | 5  | 8   | 10  | 9   | 7   | 6   | 8   | 8   | 7   | 8  | 7  | 7  | 7  | 6  | 4  | 4  | 5  | 4  | 5  |
| Bergantiños  | 18 | 16 | 14 | 17 | 17 | 12 | 10 | 5  | 5  | 4  | 8  | 4  | 5  | 7  | 9  | 9  | 5   | 9   | 10  | 10* | 10* | 7*  | 7*  | 5*  | 4  | 7  | 4  | 4  | 4  | 6  | 5  | 4  | 6  | 6  |
| Leganés B    | 3  | 7  | 6  | 4  | 5  | 8  | 11 | 14 | 11 | 9  | 6  | 8  | 8  | 5  | 6  | 7  | 9*  | 5   | 5   | 4   | 5   | 5   | 5   | 8   | 9  | 10 | 10 | 8  | 5  | 7  | 9  | 10 | 9  | 7  |
| Compostela   | 9  | 4  | 1  | 2  | 2  | 3  | 4  | 3  | 2  | 3  | 3  | 6  | 4  | 3  | 3  | 3  | 4*  | 3*  | 4*  | 5*  | 3*  | 4*  | 4   | 4   | 5  | 5  | 5  | 5  | 7  | 8  | 6  | 7  | 7  | 8  |
| Avilés       | 6  | 6  | 8  | 8  | 4  | 4  | 2  | 2  | 4  | 2  | 2  | 3  | 7  | 9  | 5  | 6  | 7   | 8   | 8   | 9   | 12  | 11  | 11  | 10  | 10 | 11 | 12 | 11 | 12 | 13 | 11 | 8  | 8  | 9  |
| Arenteiro    | 13 | 13 | 16 | 11 | 14 | 16 | 13 | 10 | 13 | 13 | 14 | 14 | 14 | 16 | 17 | 16 | 14  | 15* | 14* | 14* | 13  | 14  | 14  | 13  | 12 | 9  | 8  | 9  | 9  | 9  | 8  | 9  | 11 | 10 |
| Langreo      | 2  | 5  | 3  | 3  | 3  | 7  | 7  | 8  | 6  | 6  | 10 | 7  | 9  | 10 | 11 | 8  | 10* | 7   | 6   | 8   | 7   | 9   | 10  | 11  | 11 | 12 | 11 | 12 | 11 | 11 | 12 | 12 | 10 | 11 |
| Marino       | 12 | 18 | 18 | 14 | 10 | 14 | 12 | 16 | 16 | 16 | 15 | 12 | 12 | 13 | 13 | 15 | 16  | 14  | 16  | 15  | 14  | 15  | 15  | 14  | 15 | 13 | 14 | 15 | 14 | 14 | 14 | 15 | 13 | 12 |
| Gimnástica   | 17 | 9  | 10 | 5  | 6  | 2  | 3  | 6  | 10 | 11 | 13 | 15 | 15 | 12 | 12 | 13 | 12  | 12  | 12  | 13  | 15  | 13  | 13  | 15  | 16 | 15 | 13 | 16 | 13 | 10 | 10 | 11 | 12 | 13 |
| Móstoles     | 14 | 12 | 15 | 10 | 13 | 17 | 17 | 13 | 8  | 8  | 4  | 9  | 10 | 6  | 8  | 11 | 6   | 6   | 7   | 6   | 8   | 6   | 6   | 9   | 7  | 8  | 9  | 10 | 10 | 12 | 13 | 14 | 16 | 14 |
| Salamanca    | 8  | 3  | 5  | 7  | 9  | 6  | 5  | 7  | 9  | 12 | 12 | 13 | 13 | 14 | 14 | 15 | 15* | 16* | 15* | 17* | 17* | 17* | 16* | 17* | 17 | 17 | 17 | 17 | 17 | 17 | 15 | 16 | 15 | 15 |
| Llanera      | 16 | 14 | 13 | 16 | 11 | 15 | 18 | 18 | 18 | 18 | 17 | 17 | 17 | 17 | 16 | 17 | 17  | 17  | 17  | 16  | 16  | 16  | 17  | 16  | 13 | 14 | 15 | 13 | 15 | 16 | 17 | 17 | 17 | 16 |
| Arosa        | 7  | 2  | 4  | 6  | 8  | 11 | 9  | 11 | 14 | 14 | 11 | 10 | 11 | 11 | 10 | 10 | 11  | 11* | 11* | 12* | 9   | 12  | 12  | 12  | 14 | 16 | 16 | 14 | 16 | 15 | 16 | 13 | 14 | 17 |
| Ceares       | 15 | 15 | 9  | 13 | 18 | 18 | 15 | 17 | 17 | 17 | 18 | 18 | 18 | 18 | 18 | 18 | 18  | 18  | 18  | 18  | 18  | 18  | 18  | 18  | 18 | 18 | 18 | 18 | 18 | 18 | 18 | 18 | 18 | 18 |

### Tabla de resultados cruzados
| Local \ Visitante              | ARE | ARO | AVI | BER | CEA | COM | COR | GIS | LAN | LEG | LLA | MAR | MOS | NAV | PAC | PON | SAL | UAD |
| ------------------------------ | --- | --- | --- | --- | --- | --- | --- | --- | --- | --- | --- | --- | --- | --- | --- | --- | --- | --- |
| C. D. Arenteiro                | —   | 1–1 | 1–0 | 1–0 | 2–0 | 1–1 | 2–1 | 1–1 | 1–1 | 1–0 | 5–1 | 2–4 | 2–1 | 0–0 | 1–2 | 1–5 | 1–0 | 0–1 |
| Arosa S. C.                    | 1–0 | —   | 0–0 | 1–1 | 3–1 | 0–1 | 0–1 | 1–0 | 1–3 | 2–2 | 0–0 | 2–1 | 1–0 | 1–0 | 0–3 | 1–1 | 1–0 | 1–1 |
| Real Avilés C. F.              | 1–1 | 2–1 | —   | 2–2 | 3–1 | 2–2 | 2–3 | 1–1 | 2–2 | 1–0 | 0–0 | 2–1 | 0–1 | 0–1 | 2–2 | 0–3 | 1–0 | 2–1 |
| Bergantiños F. C.              | 1–1 | 2–1 | 1–3 | —   | 0–0 | 3–2 | 0–0 | 1–2 | 0–1 | 1–0 | 1–2 | 0–0 | 2–1 | 0–2 | 1–0 | 2–2 | 2–1 | 2–0 |
| U. C. de Ceares                | 2–0 | 1–4 | 1–0 | 1–0 | —   | 0–0 | 1–0 | 1–1 | 0–2 | 0–2 | 0–2 | 0–3 | 1–2 | 0–1 | 0–7 | 1–3 | 1–0 | 0–1 |
| S. D. Compostela               | 0–0 | 2–1 | 3–2 | 1–1 | 4–1 | —   | 1–1 | 2–0 | 1–0 | 1–0 | 0–1 | 1–1 | 3–1 | 1–2 | 3–0 | 1–1 | 4–2 | 1–1 |
| Coruxo F. C.                   | 1–0 | 3–0 | 0–0 | 1–0 | 3–1 | 0–0 | —   | 4–1 | 2–1 | 1–1 | 2–0 | 2–0 | 2–2 | 2–0 | 3–1 | 2–2 | 0–0 | 1–2 |
| Gimnástica Segoviana C. F.     | 1–0 | 2–0 | 1–1 | 0–1 | 2–1 | 2–1 | 2–0 | —   | 2–0 | 1–3 | 1–2 | 4–1 | 0–1 | 3–1 | 0–1 | 0–2 | 0–0 | 1–1 |
| U. P. de Langreo               | 1–1 | 1–1 | 2–1 | 3–0 | 1–0 | 2–1 | 1–1 | 1–1 | —   | 1–3 | 3–0 | 2–1 | 1–0 | 0–0 | 1–2 | 1–2 | 1–1 | 1–1 |
| C. D. Leganés "B"              | 2–3 | 3–0 | 0–1 | 1–2 | 4–0 | 1–1 | 1–0 | 1–0 | 1–1 | —   | 1–0 | 3–0 | 0–0 | 0–4 | 0–1 | 2–0 | 0–1 | 1–1 |
| U. D. Llanera                  | 1–1 | 3–0 | 1–1 | 2–0 | 4–2 | 1–2 | 2–4 | 0–0 | 2–2 | 1–3 | —   | 0–2 | 2–2 | 3–2 | 3–2 | 1–0 | 0–1 | 1–3 |
| C. Marino de Luanco            | 0–0 | 0–2 | 0–0 | 0–1 | 5–1 | 1–0 | 0–0 | 1–2 | 2–0 | 2–0 | 1–0 | —   | 0–1 | 0–1 | 2–0 | 0–3 | 0–1 | 2–0 |
| C. D. Móstoles URJC            | 0–0 | 1–2 | 1–4 | 1–1 | 3–0 | 2–1 | 2–0 | 0–3 | 0–1 | 3–3 | 2–0 | 2–1 | —   | 0–1 | 2–1 | 2–2 | 2–0 | 0–0 |
| C. D. A. Navalcarnero          | 0–0 | 4–1 | 0–0 | 0–1 | 4–2 | 2–1 | 1–0 | 4–2 | 1–0 | 0–2 | 2–0 | 1–2 | 2–1 | —   | 2–0 | 0–2 | 2–0 | 1–1 |
| C. D. Palencia Cristo Atlético | 1–1 | 1–1 | 1–2 | 3–5 | 3–0 | 1–1 | 2–1 | 1–0 | 2–1 | 0–0 | 2–0 | 2–2 | 2–0 | 3–0 | —   | 1–1 | 0–0 | 1–1 |
| Pontevedra C. F.               | 2–2 | 1–0 | 3–2 | 0–1 | 3–1 | 1–1 | 2–1 | 3–0 | 3–2 | 1–2 | 3–0 | 0–0 | 4–1 | 0–0 | 4–1 | —   | 1–1 | 3–2 |
| Salamanca C. F. UDS            | 0–1 | 4–0 | 0–0 | 0–0 | 4–1 | 2–1 | 0–3 | 0–0 | 1–0 | 1–1 | 2–0 | 0–2 | 1–0 | 1–0 | 0–0 | 1–2 | —   | 0–1 |
| A. D. Unión Adarve             | 2–1 | 2–1 | 0–3 | 2–1 | 2–1 | 2–2 | 2–1 | 4–1 | 4–0 | 2–1 | 3–4 | 3–1 | 1–0 | 3–0 | 1–2 | 2–1 | 1–1 | —   |

Calendario grupo I Segunda División RFEF

### Máximos goleadores
| Pos. | Jugador         | Equipo                         | Goles | Partidos | Penaltis |
| ---- | --------------- | ------------------------------ | ----- | -------- | -------- |
| 1º   | / Charles       | Pontevedra C. F.               | 19    | 31       | 2        |
| 2.º  | Álvaro Sánchez  | C. D. Móstoles URJC            | 16    | 34       | 0        |
| 3.º  | Frodo           | C. D. Palencia Cristo Atlético | 15    | 33       | 0        |
| –    | / Renan Zanelli | C. D. Arenteiro                | 15    | 33       | 6        |
| 5.º  | Álvaro Montejo  | A. D. Unión Adarve             | 13    | 29       | 2        |
| –    | Rufo Sánchez    | Pontevedra C. F.               | 13    | 23       | 0        |

## Grupo II

### Cambios de entrenadores
| Equipo             | Entrenador (Jornadas)     | Fecha de vacante        | Tipo de salida                                  | Posición en la tabla | Entrenador entrante    | Fecha de nombramiento   |
| ------------------ | ------------------------- | ----------------------- | ----------------------------------------------- | -------------------- | ---------------------- | ----------------------- |
| C. D. Izarra       | Rodri Fernández (1 - 9)   | 2 de noviembre de 2021  | Dimisión                                        | 9.º                  | Txiki (10 -)           | 10 de noviembre de 2021 |
| U.D. Logroñés "B"  | Josean García (1 - 16)    | 27 de diciembre de 2021 | Destitución                                     | 12.º                 | Albert Aguilá (17 -)   | 27 de diciembre de 2021 |
| Racing Rioja C. F. | Rodrigo Hernando (1 - 17) | 14 de enero de 2022     | Destitución                                     | 3.º                  | Gustavo Bezares (18 -) | 20 de enero de 2022     |
| C. D. Izarra       | Txiki (10 - 22)           | 23 de febrero de 2022   | Destitución                                     | 8.º                  | Álex Huerta (23 -)     | 2 de marzo de 2022      |
| U.D. Logroñés "B"  | Albert Aguilá (17 - 28)   | 3 de abril de 2022      | Promovido al primer equipo de la U. D. Logroñés | 9.º                  | Parri (29 -)           | 3 de abril de 2022      |
| Arenas Club        | Iban Fagoaga (1 - 30)     | 19 de abril de 2022     | Destitución                                     | 8.º                  | Toño Vadillo (31 -)    | 19 de abril de 2022     |

### Equipos por comunidad autónoma
| N.° | Comunidad autónoma | Equipos                                                                                    |
| --- | ------------------ | ------------------------------------------------------------------------------------------ |
| 6   | Navarra            | C. D. Ardoi C. D. Izarra U. D. Mutilvera C. A. Osasuna "B" Peña Sport F. C. A. D. San Juan |
| 4   | Cantabria          | C. D. Cayón C. D. Laredo Rayo Cantabria C. D. Tropezón                                     |
| 4   | País Vasco         | Arenas Club S.D. Gernika Club Real Sociedad "C" Sestao River Club                          |
| 3   | La Rioja           | U.D. Logroñés "B" Náxara C.D. Racing Rioja C. F.                                           |
| 1   | Castilla y León    | Burgos C. F. Promesas                                                                      |

### Clasificación grupo II
| Pos. | Equipo                   | Pts. | PJ | G  | E  | P  | GF | GC | Dif. |                                                          |
| ---- | ------------------------ | ---- | -- | -- | -- | -- | -- | -- | ---- | -------------------------------------------------------- |
| 1    | C. A. Osasuna "B" (A, C) | 72   | 34 | 20 | 12 | 2  | 72 | 29 | +43  | Ascenso a Primera División RFEF                          |
| 2    | Sestao River             | 70   | 34 | 20 | 10 | 4  | 53 | 22 | +31  | Play-Offs Ascenso a Primera División RFEF y Copa del Rey |
| 3    | Real Sociedad "C"        | 59   | 34 | 15 | 14 | 5  | 55 | 30 | +25  | Play-Offs Ascenso a Primera División RFEF                |
| 4    | Rayo Cantabria           | 56   | 34 | 15 | 11 | 8  | 42 | 29 | +13  | Play-Offs Ascenso a Primera División RFEF                |
| 5    | Arenas Club              | 56   | 34 | 14 | 14 | 6  | 42 | 25 | +17  | Play-Offs Ascenso a Primera División RFEF y Copa del Rey |
| 6    | A. D. San Juan           | 51   | 34 | 14 | 9  | 11 | 47 | 39 | +8   | Clasificación a Copa del Rey                             |
| 7    | Racing Rioja C. F.       | 50   | 34 | 13 | 11 | 10 | 43 | 49 | −6   | Clasificación a Copa del Rey                             |
| 8    | S. D. Gernika Club       | 49   | 34 | 12 | 13 | 9  | 50 | 42 | +8   | Clasificación a Copa del Rey                             |
| 9    | Burgos C. F. Promesas    | 48   | 34 | 12 | 12 | 10 | 42 | 33 | +9   |                                                          |
| 10   | C. D. Izarra             | 45   | 34 | 11 | 12 | 11 | 33 | 34 | −1   | Clasificación a Copa RFEF                                |
| 11   | U. D. Mutilvera          | 45   | 34 | 11 | 12 | 11 | 42 | 45 | −3   |                                                          |
| 12   | U. D. Logroñés "B"       | 45   | 34 | 11 | 12 | 11 | 45 | 39 | +6   |                                                          |
| 13   | C. D. Laredo             | 45   | 34 | 13 | 6  | 15 | 41 | 36 | +5   |                                                          |
| 14   | C. D. Cayón (D)          | 33   | 34 | 7  | 12 | 15 | 26 | 60 | −34  | Descenso a Tercera División RFEF                         |
| 15   | C. D. Tropezón (D)       | 27   | 34 | 6  | 9  | 19 | 40 | 68 | −28  | Descenso a Tercera División RFEF                         |
| 16   | Náxara C. D. (D)         | 26   | 34 | 6  | 8  | 20 | 27 | 53 | −26  | Descenso a Tercera División RFEF                         |
| 17   | C. D. Ardoi (D)          | 25   | 34 | 5  | 10 | 19 | 29 | 61 | −32  | Descenso a Tercera División RFEF                         |
| 18   | Peña Sport F. C. (D)     | 18   | 34 | 3  | 9  | 22 | 31 | 76 | −45  | Descenso a Tercera División RFEF                         |

 Fuente: RFEF

### Evolución de la clasificación
| Jornada              | 1  | 2  | 3  | 4  | 5  | 6  | 7  | 8  | 9  | 10 | 11 | 12 | 13  | 14  | 15  | 16  | 17  | 18  | 19  | 20  | 21  | 22 | 23 | 24 | 25 | 26 | 27 | 28 | 29 | 30 | 31 | 32 | 33 | 34 |
| Equipo               |    |    |    |    |    |    |    |    |    |    |    |    |     |     |     |     |     |     |     |     |     |    |    |    |    |    |    |    |    |    |    |    |    |    |
| -------------------- | -- | -- | -- | -- | -- | -- | -- | -- | -- | -- | -- | -- | --- | --- | --- | --- | --- | --- | --- | --- | --- | -- | -- | -- | -- | -- | -- | -- | -- | -- | -- | -- | -- | -- |
| Osasuna B            | 4  | 3  | 2  | 2  | 2  | 2  | 3  | 3  | 3  | 3  | 3  | 3  | 3   | 3   | 1   | 1   | 2   | 2*  | 1   | 1   | 1   | 1  | 1  | 1  | 1  | 1  | 1  | 1  | 1  | 1  | 1  | 1  | 1  | 1  |
| Sestao               | 6  | 10 | 7  | 8  | 8  | 8  | 4  | 5  | 5  | 4  | 4  | 6  | 5   | 4   | 4   | 6*  | 6*  | 4   | 4   | 4   | 3   | 2  | 2  | 2  | 2  | 2  | 2  | 2  | 2  | 2  | 2  | 2  | 2  | 2  |
| Real Sociedad C      | 5  | 4  | 3  | 7  | 6  | 3  | 5  | 4  | 2  | 2  | 1  | 1  | 2   | 2   | 2   | 2   | 1   | 1   | 2   | 2   | 2   | 3  | 3  | 3  | 3  | 3  | 3  | 3  | 3  | 3  | 3  | 3  | 3  | 3  |
| Rayo Cantabria       | 16 | 12 | 12 | 9  | 9  | 4  | 6  | 6  | 6  | 6  | 7  | 7  | 6   | 6   | 5   | 4   | 5   | 6   | 6   | 6   | 6   | 6  | 6  | 5  | 5  | 5  | 6  | 6  | 6  | 5  | 6  | 6  | 4  | 4  |
| Arenas               | 3  | 2  | 6  | 5  | 5  | 6  | 7  | 10 | 9  | 8  | 8  | 8  | 9*  | 9*  | 9*  | 9*  | 10* | 10* | 11* | 9*  | 11* | 7  | 5  | 7  | 7  | 7  | 7  | 7  | 8  | 8  | 4  | 4  | 5  | 5  |
| San Juan             | 2  | 7  | 10 | 13 | 13 | 14 | 15 | 16 | 12 | 12 | 12 | 11 | 12* | 12* | 10* | 10* | 9*  | 9   | 8   | 10  | 9   | 10 | 10 | 9  | 9  | 9  | 8  | 8  | 7  | 7  | 9  | 9  | 8  | 6  |
| Racing Rioja         | 1  | 1  | 1  | 1  | 1  | 1  | 1  | 1  | 1  | 1  | 2  | 2  | 1   | 1   | 3   | 3*  | 3*  | 3*  | 3*  | 3   | 4   | 4  | 4  | 4  | 6  | 4  | 5  | 4  | 5  | 4  | 5  | 5  | 6  | 7  |
| Gernika              | 11 | 6  | 9  | 6  | 7  | 7  | 8  | 9  | 8  | 7  | 5  | 4  | 7   | 7   | 6   | 5   | 4   | 5   | 5   | 5   | 5   | 5  | 7  | 6  | 4  | 6  | 4  | 5  | 4  | 6  | 7  | 7  | 7  | 8  |
| Burgos C.F. Promesas | 8  | 8  | 5  | 10 | 10 | 10 | 10 | 11 | 11 | 11 | 11 | 12 | 11  | 10  | 11  | 11  | 11  | 11  | 7   | 8   | 7   | 8  | 9  | 10 | 10 | 10 | 10 | 11 | 11 | 10 | 10 | 11 | 11 | 9  |
| Izarra               | 10 | 9  | 8  | 3  | 4  | 9  | 9  | 7  | 10 | 9  | 6  | 5  | 4   | 5   | 7   | 7*  | 7*  | 7*  | 9   | 7   | 8   | 9  | 8  | 8  | 8  | 8  | 9  | 10 | 9  | 9  | 8  | 8  | 10 | 10 |
| Mutilvera            | 7  | 5  | 4  | 4  | 3  | 5  | 2  | 2  | 4  | 5  | 9  | 9  | 8   | 8   | 8   | 8   | 8   | 8   | 10  | 11  | 10  | 11 | 12 | 12 | 12 | 13 | 13 | 12 | 13 | 11 | 11 | 12 | 12 | 11 |
| Logroñés B           | 12 | 13 | 13 | 12 | 12 | 11 | 11 | 8  | 7  | 10 | 10 | 10 | 10  | 11  | 12  | 12  | 13* | 12  | 12  | 12  | 12  | 12 | 11 | 11 | 11 | 11 | 11 | 9  | 10 | 12 | 12 | 13 | 13 | 12 |
| Laredo               | 14 | 15 | 14 | 14 | 14 | 12 | 12 | 13 | 14 | 14 | 15 | 13 | 14  | 13  | 13  | 13  | 12  | 13  | 13  | 13  | 14  | 14 | 14 | 13 | 13 | 12 | 12 | 13 | 12 | 13 | 13 | 10 | 9  | 13 |
| Cayón                | 13 | 17 | 17 | 18 | 18 | 18 | 18 | 18 | 18 | 18 | 18 | 18 | 18  | 18  | 18  | 17  | 18  | 14  | 15  | 15  | 15  | 16 | 15 | 14 | 14 | 14 | 15 | 14 | 14 | 14 | 14 | 14 | 14 | 14 |
| Tropezón             | 17 | 18 | 18 | 16 | 16 | 16 | 13 | 15 | 15 | 16 | 16 | 17 | 17  | 17  | 17  | 18  | 17  | 18  | 18  | 18  | 18  | 17 | 17 | 17 | 17 | 17 | 17 | 17 | 16 | 17 | 15 | 15 | 15 | 15 |
| Náxara               | 18 | 16 | 15 | 17 | 15 | 15 | 16 | 12 | 13 | 13 | 13 | 14 | 15  | 15  | 16  | 16  | 16* | 16  | 14  | 14  | 13  | 13 | 13 | 15 | 15 | 15 | 14 | 15 | 15 | 15 | 16 | 16 | 16 | 16 |
| Ardoi                | 9  | 11 | 11 | 11 | 11 | 13 | 14 | 14 | 16 | 15 | 14 | 15 | 13  | 16  | 15  | 14  | 14* | 15* | 16* | 16* | 17* | 15 | 16 | 16 | 16 | 16 | 16 | 16 | 17 | 16 | 17 | 17 | 17 | 17 |
| Peña Sport           | 15 | 14 | 16 | 15 | 17 | 17 | 17 | 17 | 17 | 17 | 17 | 16 | 16  | 14  | 14  | 15  | 15  | 17  | 17  | 17  | 16  | 18 | 18 | 18 | 18 | 18 | 18 | 18 | 18 | 18 | 18 | 18 | 18 | 18 |

(*) Con partido(s) pendiente(s).

### Tabla de resultados cruzados
| Local \ Visitante     | ARD | ARE | BUR | CAY | GER | IZA | LAR | LOG | MUT | NAX | OSA | PEÑ | RAC | RAY | REA | SAN | SES | TRO |
| --------------------- | --- | --- | --- | --- | --- | --- | --- | --- | --- | --- | --- | --- | --- | --- | --- | --- | --- | --- |
| C. D. Ardoi           | —   | 0–3 | 2–2 | 5–0 | 1–0 | 2–2 | 0–1 | 2–2 | 0–1 | 1–2 | 1–4 | 1–1 | 0–0 | 0–3 | 1–1 | 0–0 | 0–2 | 2–0 |
| Arenas Club           | 2–1 | —   | 1–0 | 2–0 | 0–0 | 1–1 | 0–0 | 0–0 | 1–3 | 0–0 | 1–0 | 6–0 | 2–1 | 0–2 | 0–1 | 0–0 | 1–1 | 2–1 |
| Burgos C. F. Promesas | 2–0 | 0–1 | —   | 0–0 | 1–3 | 0–1 | 1–2 | 0–3 | 0–0 | 2–0 | 1–1 | 2–1 | 3–0 | 0–2 | 2–0 | 1–1 | 0–1 | 2–3 |
| C. D. Cayón           | 1–1 | 1–1 | 0–1 | —   | 2–2 | 0–0 | 1–0 | 2–1 | 1–2 | 1–0 | 1–4 | 2–1 | 0–0 | 1–1 | 0–6 | 0–2 | 1–1 | 4–3 |
| S. D. Gernika Club    | 2–0 | 0–2 | 1–1 | 3–0 | —   | 1–1 | 2–3 | 3–1 | 0–1 | 3–2 | 0–1 | 1–0 | 5–2 | 1–1 | 0–0 | 1–1 | 0–2 | 1–0 |
| C. D. Izarra          | 2–0 | 1–3 | 0–3 | 1–1 | 1–1 | —   | 1–0 | 2–1 | 2–0 | 2–0 | 0–1 | 3–1 | 2–0 | 0–1 | 1–1 | 1–1 | 0–1 | 2–2 |
| C. D. Laredo          | 4–2 | 1–1 | 1–0 | 1–0 | 3–3 | 4–1 | —   | 0–0 | 1–0 | 0–1 | 0–1 | 0–0 | 2–3 | 3–0 | 2–3 | 0–1 | 0–1 | 3–1 |
| U. D. Logroñés "B"    | 3–2 | 1–1 | 0–0 | 0–1 | 3–0 | 1–0 | 1–0 | —   | 2–3 | 3–0 | 0–3 | 1–1 | 0–0 | 1–2 | 3–3 | 3–1 | 1–1 | 4–1 |
| U. D. Mutilvera       | 1–2 | 0–0 | 1–2 | 2–1 | 0–0 | 1–1 | 1–0 | 1–0 | —   | 3–2 | 3–3 | 3–3 | 1–1 | 4–0 | 1–1 | 2–1 | 1–1 | 2–2 |
| Náxara C. D.          | 0–1 | 0–1 | 0–0 | 1–1 | 0–1 | 0–0 | 0–2 | 1–3 | 4–1 | —   | 1–2 | 2–0 | 0–3 | 0–4 | 1–1 | 0–3 | 2–1 | 1–1 |
| C. A. Osasuna "B"     | 5–0 | 2–2 | 1–1 | 6–0 | 3–3 | 2–1 | 1–0 | 2–0 | 2–0 | 2–0 | —   | 1–1 | 2–2 | 1–1 | 1–1 | 3–4 | 1–1 | 2–0 |
| Peña Sport F. C.      | 3–1 | 0–2 | 1–3 | 1–1 | 0–2 | 0–1 | 1–6 | 1–2 | 2–1 | 2–3 | 3–3 | —   | 1–3 | 0–2 | 2–3 | 0–4 | 0–0 | 2–1 |
| Racing Rioja C. F.    | 2–0 | 0–0 | 2–5 | 4–0 | 4–3 | 1–0 | 0–0 | 1–1 | 1–0 | 1–0 | 0–2 | 1–0 | —   | 1–0 | 0–0 | 1–0 | 1–1 | 4–0 |
| Rayo Cantabria        | 3–0 | 1–0 | 0–2 | 2–1 | 0–0 | 3–1 | 4–1 | 1–0 | 0–0 | 0–0 | 0–3 | 0–0 | 2–2 | —   | 0–2 | 2–2 | 1–2 | 2–0 |
| Real Sociedad "C"     | 0–0 | 0–0 | 2–2 | 2–0 | 2–3 | 0–1 | 0–1 | 1–1 | 3–1 | 3–2 | 0–0 | 6–1 | 2–1 | 1–0 | —   | 2–1 | 1–0 | 5–0 |
| A. D. San Juan        | 2–0 | 2–1 | 0–1 | 0–1 | 1–1 | 0–1 | 2–0 | 1–2 | 2–1 | 2–1 | 0–2 | 2–1 | 1–0 | 0–0 | 1–1 | —   | 0–2 | 4–3 |
| Sestao River          | 4–0 | 4–2 | 1–1 | 3–0 | 3–2 | 0–0 | 2–0 | 2–1 | 3–0 | 2–0 | 1–2 | 1–0 | 2–0 | 0–0 | 1–0 | 2–1 | —   | 4–2 |
| C. D. Tropezón        | 1–1 | 1–3 | 1–1 | 1–1 | 0–2 | 1–0 | 1–0 | 0–0 | 1–1 | 1–1 | 0–3 | 6–1 | 2–1 | 0–2 | 0–1 | 3–4 | 1–0 | —   |

Calendario Grupo II Segunda División RFEF 

### Máximos goleadores
| Pos. | Jugador          | Equipo                | Goles | Partidos | Penaltis |
| ---- | ---------------- | --------------------- | ----- | -------- | -------- |
| 1º   | Nacho García     | Burgos C. F. Promesas | 18    | 32       | 1        |
| 2.º  | Izeta            | Arenas Club           | 17    | 32       | 1        |
| 3.º  | Ander Pacheco    | S. D. Gernika Club    | 15    | 33       | 0        |
| 4.º  | Joel Rodríguez   | C. A. Osasuna "B"     | 13    | 32       | 4        |
| –    | Giuliano Bertino | U. D. Logroñés "B"    | 13    | 31       | 7        |

## Grupo III

### Cambios de entrenadores
| Equipo         | Entrenador (Jornadas)    | Fecha de vacante      | Tipo de salida | Posición en la tabla | Entrenador entrante              | Fecha de nombramiento |
| -------------- | ------------------------ | --------------------- | -------------- | -------------------- | -------------------------------- | --------------------- |
| C. F. Badalona | Nacho Alfonso (1 - 6)    | 11 de octubre de 2021 | Dimisión       | 18.º                 | Javi Moreno (7-)                 | 14 de octubre de 2021 |
| S. D. Ejea     | Néstor Pérez (1 - 7)     | 16 de octubre de 2021 | Despedido      | 18.º                 | Ricardo López (8 - 17)           | 21 de octubre de 2021 |
| S. D. Ejea     | Ricardo López (8 - 17)   | 17 de enero de 2022   | Despedido      | 18.º                 | Iván Martínez (18 -)             | 21 de enero de 2022   |
| C. E. Europa   | David Vilajoana (1 - 19) | 31 de enero de 2022   | Despedido      | 17.º                 | Gerard Albadalejo Castaño (20 -) | 3 de febrero de 2022  |

### Equipos por comunidad autónoma
| N.° | Comunidad autónoma | Equipos |
| --- | ------------------ | --- |
| 7   | Cataluña           | C. F. Badalona Cerdanyola del Vallès F. C. R. C. D. Espanyol "B" C. E. Europa Lleida Esportiu A. E. Prat Terrassa F. C. |
| 6   | Aragón             | C. D. Brea C. D. Ebro S. D. Ejea S. D. Huesca "B" S. D. Tarazona C. D. Teruel                                           |
| 4   | Islas Baleares     | C. D. Andrach S. D. Formentera C. D. Ibiza Islas Pitiusas S. C. R. Peña Deportiva                                       |
| 1   | Castilla y León    | C. D. Numancia de Soria                                                                                                 |

### Clasificación grupo III
| Pos. | Equipo                          | Pts. | PJ | G  | E  | P  | GF | GC | Dif. |                                                          |
| ---- | ------------------------------- | ---- | -- | -- | -- | -- | -- | -- | ---- | -------------------------------------------------------- |
| 1    | C. D. Numancia (A, C)           | 62   | 34 | 17 | 11 | 6  | 45 | 26 | +19  | Ascenso a Primera División RFEF y Copa del Rey           |
| 2    | R. C. D. Espanyol "B"           | 57   | 34 | 17 | 6  | 11 | 54 | 46 | +8   | Play-Offs Ascenso a Primera División RFEF                |
| 3    | S. C. R. Peña Deportiva         | 56   | 34 | 15 | 11 | 8  | 45 | 33 | +12  | Play-Offs Ascenso a Primera División RFEF y Copa del Rey |
| 4    | C. D. Teruel                    | 52   | 34 | 13 | 13 | 8  | 36 | 37 | −1   | Play-Offs Ascenso a Primera División RFEF y Copa del Rey |
| 5    | Lleida Esportiu                 | 52   | 34 | 15 | 7  | 12 | 38 | 39 | −1   | Play-Offs Ascenso a Primera División RFEF y Copa del Rey |
| 6    | C. D. Ibiza Islas Pitiusas      | 50   | 34 | 13 | 11 | 10 | 47 | 37 | +10  | Clasificación a Copa del Rey                             |
| 7    | S. D. Formentera                | 50   | 34 | 14 | 8  | 12 | 38 | 32 | +6   | Clasificación a Copa RFEF                                |
| 8    | Terrassa F. C.                  | 47   | 34 | 13 | 8  | 13 | 49 | 41 | +8   |                                                          |
| 9    | C. D. Ebro                      | 47   | 34 | 11 | 14 | 9  | 35 | 29 | +6   |                                                          |
| 10   | C. D. Brea                      | 45   | 34 | 11 | 12 | 11 | 32 | 34 | −2   |                                                          |
| 11   | S. D. Tarazona                  | 42   | 34 | 11 | 9  | 14 | 36 | 37 | −1   |                                                          |
| 12   | A. E. Prat                      | 42   | 34 | 11 | 9  | 14 | 33 | 36 | −3   |                                                          |
| 13   | Cerdanyola del Vallès F. C. (D) | 42   | 34 | 11 | 9  | 14 | 45 | 48 | −3   | Promoción de permanencia                                 |
| 14   | C. E. Andratx (D)               | 41   | 34 | 10 | 11 | 13 | 37 | 36 | +1   | Descenso a Tercera División RFEF                         |
| 15   | C. F. Badalona (D)              | 41   | 34 | 8  | 17 | 9  | 29 | 34 | −5   | Descenso a Tercera División RFEF                         |
| 16   | C. E. Europa (D)                | 38   | 34 | 10 | 8  | 16 | 33 | 50 | −17  | Descenso a Tercera División RFEF                         |
| 17   | S. D. Huesca "B" (D)            | 37   | 34 | 8  | 13 | 13 | 37 | 44 | −7   | Descenso a Tercera División RFEF                         |
| 18   | S. D. Ejea (D)                  | 23   | 34 | 4  | 11 | 19 | 28 | 57 | −29  | Descenso a Tercera División RFEF                         |

 Fuente: Resultados Fútbol

### Evolución de la clasificación
| Jornada               | 1  | 2  | 3  | 4  | 5  | 6  | 7  | 8  | 9  | 10  | 11  | 12  | 13  | 14  | 15 | 16 | 17  | 18  | 19  | 20 | 21 | 22 | 23 | 24 | 25  | 26  | 27  | 28  | 29  | 30 | 31 | 32 | 33 | 34 |
| Equipo                |    |    |    |    |    |    |    |    |    |     |     |     |     |     |    |    |     |     |     |    |    |    |    |    |     |     |     |     |     |    |    |    |    |    |
| --------------------- | -- | -- | -- | -- | -- | -- | -- | -- | -- | --- | --- | --- | --- | --- | -- | -- | --- | --- | --- | -- | -- | -- | -- | -- | --- | --- | --- | --- | --- | -- | -- | -- | -- | -- |
| Numancia              | 16 | 8  | 11 | 7  | 7  | 3  | 5  | 3  | 3  | 2   | 6   | 3   | 3   | 1   | 2  | 6  | 6*  | 5*  | 3*  | 3* | 3* | 4* | 2* | 2* | 2*  | 3*  | 3*  | 2*  | 2*  | 2* | 1* | 1* | 1* | 1  |
| Espanyol "B"          | 6  | 11 | 5  | 1  | 4  | 7  | 6  | 9  | 6  | 8   | 5   | 2   | 2   | 7   | 6  | 5  | 2   | 4   | 4*  | 4* | 4* | 3  | 4  | 3  | 1   | 1   | 1   | 1   | 1   | 1  | 2  | 2  | 2  | 2  |
| Peña Deportiva        | 7  | 6  | 1  | 5  | 2  | 2  | 3  | 2  | 5  | 7   | 8   | 9   | 5   | 4   | 4  | 4  | 5   | 3   | 5   | 5  | 5  | 6  | 6  | 6  | 6   | 4   | 4   | 4   | 4   | 3  | 3  | 3  | 3  | 3  |
| Teruel                | 9  | 5  | 6  | 3  | 1  | 1  | 1  | 1  | 1  | 1   | 2   | 1   | 1   | 3   | 3  | 2  | 3   | 2   | 2   | 2  | 2  | 1  | 1  | 1  | 3   | 2   | 2   | 3   | 3   | 4  | 4  | 4  | 4  | 4  |
| Lleida                | 11 | 12 | 14 | 17 | 16 | 12 | 14 | 10 | 13 | 10  | 11  | 15  | 17  | 13  | 12 | 10 | 11* | 8*  | 8*  | 8* | 8* | 9* | 7* | 7* | 11* | 8*  | 10* | 11* | 10* | 8* | 8* | 8* | 8* | 5  |
| Ibiza Islas Pitiusas  | 14 | 7  | 9  | 9  | 10 | 9  | 11 | 6  | 7  | 5   | 4   | 7   | 8   | 9   | 11 | 7  | 7   | 7   | 6   | 6  | 6  | 5  | 5  | 4  | 5   | 6   | 5   | 5   | 5   | 6  | 5  | 5  | 5  | 6  |
| Formentera            | 4  | 2  | 3  | 4  | 8  | 5  | 4  | 5  | 4  | 3*  | 7*  | 8*  | 4*  | 2*  | 1  | 1  | 1   | 1   | 1   | 1  | 1  | 2  | 3  | 5  | 4   | 5   | 6   | 7   | 6   | 5  | 6  | 6  | 6  | 7  |
| Terrassa              | 5  | 4  | 7  | 10 | 6  | 8  | 8  | 13 | 9  | 9   | 9   | 6   | 7   | 8   | 10 | 12 | 9   | 10  | 10  | 14 | 11 | 14 | 11 | 11 | 9   | 10  | 9   | 8   | 12  | 12 | 9  | 9  | 9  | 8  |
| Ebro                  | 1  | 1  | 2  | 2  | 5  | 10 | 10 | 11 | 15 | 11  | 12  | 11  | 13  | 14  | 15 | 14 | 15* | 16* | 15* | 10 | 10 | 12 | 10 | 10 | 8   | 9   | 8   | 9   | 8   | 7  | 7  | 7  | 7  | 9  |
| Brea                  | 12 | 14 | 18 | 14 | 13 | 15 | 12 | 14 | 10 | 13  | 16  | 14  | 11  | 10  | 9  | 11 | 14  | 14  | 14  | 16 | 15 | 13 | 12 | 12 | 12  | 13  | 13  | 13  | 13  | 11 | 12 | 13 | 10 | 10 |
| Tarazona              | 2  | 9  | 12 | 13 | 12 | 13 | 15 | 12 | 14 | 12  | 10  | 10  | 10  | 12  | 16 | 15 | 13  | 13  | 16  | 13 | 14 | 10 | 13 | 14 | 14  | 12  | 12  | 12  | 11  | 13 | 13 | 10 | 11 | 11 |
| Prat                  | 10 | 3  | 10 | 6  | 9  | 6  | 7  | 8  | 11 | 14* | 17* | 16* | 12* | 11* | 8  | 9  | 10* | 11* | 13* | 9* | 9* | 7  | 9  | 8  | 7   | 7   | 7   | 6   | 7   | 9  | 10 | 11 | 13 | 12 |
| Cerdanyola del Vallès | 3  | 10 | 4  | 8  | 3  | 4  | 2  | 4  | 2  | 4   | 1   | 4   | 6   | 5   | 5  | 3  | 4   | 6   | 7   | 7  | 7  | 8  | 8  | 9  | 10  | 11  | 11  | 10  | 9   | 10 | 11 | 12 | 15 | 13 |
| Andrach               | 17 | 18 | 17 | 11 | 11 | 11 | 9  | 7  | 8  | 6   | 3   | 5   | 9   | 6   | 7  | 8  | 8   | 9   | 9   | 11 | 12 | 15 | 15 | 15 | 15  | 15  | 15  | 15  | 15  | 15 | 15 | 15 | 12 | 14 |
| Badalona              | 18 | 16 | 16 | 16 | 18 | 18 | 17 | 17 | 18 | 17  | 15  | 13  | 15  | 17  | 14 | 13 | 12  | 12  | 12  | 12 | 13 | 11 | 14 | 13 | 13  | 14  | 14  | 14  | 14  | 14 | 14 | 14 | 14 | 15 |
| Europa                | 8  | 13 | 8  | 12 | 15 | 14 | 16 | 16 | 17 | 16  | 14  | 12  | 14  | 16  | 13 | 16 | 16  | 17  | 17  | 17 | 17 | 17 | 17 | 17 | 17  | 17* | 17* | 17* | 17* | 17 | 17 | 17 | 17 | 16 |
| Huesca "B"            | 13 | 15 | 13 | 15 | 14 | 16 | 13 | 15 | 12 | 15  | 13  | 17  | 16  | 15  | 17 | 17 | 17  | 15  | 11  | 15 | 16 | 16 | 16 | 16 | 16  | 16* | 16* | 16* | 16* | 16 | 16 | 16 | 16 | 17 |
| Ejea                  | 15 | 17 | 15 | 18 | 17 | 17 | 18 | 18 | 16 | 18  | 18  | 18  | 18  | 18  | 18 | 18 | 18  | 18  | 18  | 18 | 18 | 18 | 18 | 18 | 18  | 18  | 18  | 18  | 18  | 18 | 18 | 18 | 18 | 18 |

(*) Con partido(s) pendiente(s).

### Tabla de resultados cruzados
| Local \ Visitante           | AND | BAD | BRE | CER | EBR | EJE | ESP | EUR | FOR | HUE | IBI | LLE | NUM | PEÑ | PRA | TAR | TER | TRL |
| --------------------------- | --- | --- | --- | --- | --- | --- | --- | --- | --- | --- | --- | --- | --- | --- | --- | --- | --- | --- |
| C. E. Andratx               | —   | 1–0 | 0–1 | 1–1 | 1–2 | 4–0 | 1–2 | 4–1 | 3–0 | 2–0 | 2–2 | 3–0 | 1–2 | 4–3 | 1–0 | 1–1 | 0–0 | 0–1 |
| C. F. Badalona              | 1–1 | —   | 0–0 | 1–1 | 1–1 | 0–0 | 3–3 | 0–0 | 0–0 | 1–1 | 1–0 | 2–2 | 1–0 | 0–1 | 1–0 | 1–1 | 1–0 | 2–1 |
| C. D. Brea                  | 0–1 | 2–1 | —   | 3–3 | 1–1 | 3–2 | 1–2 | 0–0 | 1–3 | 1–0 | 0–1 | 1–0 | 1–0 | 1–1 | 1–2 | 2–0 | 1–1 | 0–1 |
| Cerdanyola del Vallès F. C. | 1–1 | 0–0 | 2–1 | —   | 0–2 | 4–0 | 3–2 | 4–1 | 2–3 | 2–0 | 3–1 | 2–1 | 2–2 | 0–3 | 2–1 | 0–0 | 2–0 | 3–0 |
| C. D. Ebro                  | 1–1 | 2–0 | 0–0 | 4–1 | —   | 1–0 | 0–1 | 3–0 | 0–0 | 0–0 | 2–0 | 1–2 | 1–1 | 1–1 | 1–1 | 0–0 | 1–1 | 2–0 |
| S. D. Ejea                  | 1–1 | 0–2 | 1–1 | 4–2 | 0–0 | —   | 1–4 | 1–2 | 1–2 | 1–1 | 2–2 | 0–1 | 0–0 | 0–1 | 1–0 | 1–1 | 0–2 | 1–1 |
| R. C. D. Espanyol "B"       | 1–1 | 1–0 | 1–2 | 2–1 | 3–0 | 2–2 | —   | 1–0 | 2–0 | 1–0 | 0–3 | 2–1 | 1–0 | 0–3 | 2–2 | 1–1 | 2–1 | 3–1 |
| C. E. Europa                | 1–0 | 2–1 | 1–0 | 0–0 | 1–2 | 2–3 | 1–3 | —   | 0–1 | 0–3 | 3–0 | 0–1 | 1–2 | 1–0 | 0–0 | 1–2 | 1–1 | 0–2 |
| S. D. Formentera            | 2–0 | 1–0 | 0–1 | 2–1 | 1–0 | 1–1 | 0–1 | 0–0 | —   | 3–1 | 2–1 | 2–1 | 0–0 | 3–0 | 0–1 | 1–1 | 3–0 | 0–1 |
| S. D. Huesca "B"            | 0–0 | 3–3 | 1–1 | 2–0 | 1–2 | 2–3 | 4–3 | 1–0 | 0–0 | —   | 0–0 | 1–3 | 2–2 | 1–1 | 2–1 | 0–2 | 1–0 | 0–0 |
| C. D. Ibiza Islas Pitiusas  | 2–0 | 1–2 | 0–0 | 1–0 | 1–1 | 2–0 | 2–1 | 5–1 | 2–1 | 0–0 | —   | 4–0 | 1–2 | 1–3 | 0–1 | 2–0 | 3–0 | 2–2 |
| Lleida Esportiu             | 1–1 | 2–2 | 1–0 | 0–1 | 1–2 | 2–1 | 2–1 | 0–2 | 2–1 | 1–0 | 1–1 | —   | 2–0 | 1–1 | 1–1 | 1–0 | 0–1 | 0–0 |
| C. D. Numancia              | 3–0 | 0–0 | 1–0 | 2–0 | 2–0 | 3–0 | 1–0 | 1–2 | 2–1 | 3–1 | 1–1 | 1–2 | —   | 2–1 | 2–1 | 2–1 | 2–0 | 0–0 |
| S. C. R. Peña Deportiva     | 1–0 | 3–0 | 3–0 | 1–1 | 1–1 | 1–0 | 1–0 | 2–2 | 0–3 | 0–2 | 0–0 | 2–1 | 1–1 | —   | 1–0 | 3–1 | 1–0 | 2–2 |
| A. E. Prat                  | 1–0 | 0–1 | 1–1 | 1–0 | 2–1 | 2–1 | 2–0 | 0–1 | 1–1 | 1–1 | 1–2 | 1–2 | 1–1 | 1–0 | —   | 1–0 | 2–1 | 0–0 |
| S. D. Tarazona              | 2–0 | 1–1 | 1–2 | 2–0 | 2–0 | 2–0 | 1–2 | 1–3 | 1–0 | 3–2 | 0–2 | 0–1 | 0–1 | 1–0 | 2–1 | —   | 3–0 | 1–2 |
| Terrassa F. C.              | 0–1 | 3–0 | 2–2 | 3–1 | 1–0 | 1–0 | 2–2 | 4–1 | 4–1 | 2–1 | 3–0 | 1–2 | 1–1 | 1–2 | 4–3 | 2–1 | —   | 6–0 |
| C. D. Teruel                | 2–0 | 0–0 | 0–1 | 1–0 | 1–0 | 2–0 | 3–2 | 2–2 | 1–0 | 2–3 | 2–2 | 1–0 | 0–2 | 1–1 | 2–0 | 1–1 | 1–1 | —   |

Calendario Grupo III Segunda División RFEF 

### Máximos goleadores
| Pos. | Jugador         | Equipo                          | Goles | Partidos | Penaltis |
| ---- | --------------- | ------------------------------- | ----- | -------- | -------- |
| 1º   | Cristian Dieste | S. D. Tarazona                  | 18    | 31       | 7        |
| 2.º  | Juan Delgado    | C. D. Ibiza Islas Pitiusas      | 17    | 33       | 2        |
| 3.º  | / Kevin Carlos  | S. D. Huesca "B"                | 16    | 28       | 0        |
| 4.º  | Álex Sánchez    | S. D. Ejea                      | 13    | 32       | 4        |
| 5.º  | Miquel Llabrés  | C. D. Andrach                   | 11    | 33       | 3        |
| –    | Alberto Górriz  | S. D. Formentera                | 11    | 33       | 0        |
| –    | Jordi Cano      | C. E. Europa / S. D. Huesca "B" | 11    | 32       | 3        |
| –    | Pitu            | Cerdanyola del Vallès F. C.     | 11    | 32       | 9        |

## Grupo IV

### Cambios de entrenadores
| Equipo              | Entrenador (Jornadas)          | Fecha de vacante        | Tipo de salida     | Posición en la tabla | Entrenador entrante         | Fecha de nombramiento   |
| ------------------- | ------------------------------ | ----------------------- | ------------------ | -------------------- | --------------------------- | ----------------------- |
| A. D. Mérida        | Juan García (1 - 13)           | 28 de noviembre de 2021 | Despedido          | 6.º                  | Javier Álvarez (14 - 17)    | 29 de noviembre de 2021 |
| C. D. Don Benito    | Juan Carlos Gómez (1 - 15)     | 12 de diciembre de 2021 | Despedido          | 15.º                 | Roberto Aguirre (16 -)      | 14 de diciembre de 2021 |
| A. D. Mérida        | Javier Álvarez (14 - 17)       | 11 de enero de 2022     | Dimisión           | 9.º                  | Juanma Barrero (18 -)       | 16 de enero de 2022     |
| Las Palmas Atlético | Juan Manuel Rodríguez (1 - 17) | 13 de enero de 2022     | Dimisión           | 14.º                 | Tino Luis Cabrera (18 - 30) | 15 de enero de 2022     |
| C. D. Mensajero     | Yurguen Hernández (1 - 19)     | 31 de enero de 2022     | Despedido          | 15.º                 | Josu Uribe (20 -)           | 1 de febrero de 2022    |
| C. F. Villanovense  | Juan Manuel Pavón (1 - 25)     | 14 de marzo de 2022     | Despedido          | 6.º                  | Josip Višnjić (26 -)        | 16 de marzo de 2022     |
| Antequera C. F.     | Nacho Pérez (1 - 27)           | 30 de marzo de 2022     | Despedido          | 13.º                 | Alberto Aguilar (28 - 30)   | 30 de marzo de 2022     |
| Vélez C. F.         | Miguel Beas (1 - 27)           | 1 de abril de 2022      | Dimisión           | 8.º                  | Magnus Pehrsson (28 -)      | 1 de abril de 2022      |
| Las Palmas Atlético | Tino Luis Cabrera (18 - 30)    | 16 de abril de 2022     | Despedido          | 15.º                 | Yoni Oujo (31 -)            | 17 de abril de 2022     |
| Antequera C. F.     | Alberto Aguilar (28 - 30)      | 17 de abril de 2022     | Fin de interinidad | 12.º                 | Antonio Moreno (31 -)       | 17 de abril de 2022     |

### Equipos por comunidad autónoma
| N.° | Comunidad autónoma | Equipos                                                                                                   |
| --- | ------------------ | --- |
| 6   | Andalucía          | Antequera C. F. Cádiz C. F. "B" Córdoba C. F. C. D. San Roque de Lepe Vélez C. F. Xerez Deportivo F. C.   |
| 6   | Extremadura        | C. P. Cacereño C. D. Coria C. D. Don Benito A. D. Mérida U. D. Montijo C. F. Villanovense                 |
| 5   | Canarias           | Las Palmas Atlético C. D. Mensajero C. F. Panadería Pulido San Mateo U. D. Tamaraceite U. D. San Fernando |
| 1   | Ceuta              | A. D. Ceuta F. C.                                                                                         |

### Clasificación grupo IV
| Pos. | Equipo                               | Pts. | PJ | G  | E  | P  | GF | GC | Dif. |                                                          |
| ---- | ------------------------------------ | ---- | -- | -- | -- | -- | -- | -- | ---- | -------------------------------------------------------- |
| 1    | Córdoba C. F. (A, C)                 | 82   | 34 | 25 | 7  | 2  | 86 | 29 | +57  | Ascenso a Primera División RFEF y Copa del Rey           |
| 2    | A. D. Mérida (A)                     | 62   | 34 | 18 | 8  | 8  | 49 | 26 | +23  | Play-Offs Ascenso a Primera División RFEF y Copa del Rey |
| 3    | C. P. Cacereño                       | 61   | 34 | 17 | 10 | 7  | 48 | 37 | +11  | Play-Offs Ascenso a Primera División RFEF y Copa del Rey |
| 4    | A. D. Ceuta F. C. (A)                | 54   | 34 | 14 | 12 | 8  | 46 | 32 | +14  | Play-Offs Ascenso a Primera División RFEF y Copa del Rey |
| 5    | C. D. Coria                          | 53   | 34 | 15 | 8  | 11 | 42 | 40 | +2   | Play-Offs Ascenso a Primera División RFEF y Copa del Rey |
| 6    | C. D. San Roque de Lepe              | 52   | 34 | 14 | 10 | 10 | 39 | 28 | +11  | Clasificación a Copa RFEF                                |
| 7    | Cádiz C. F. "B"                      | 50   | 34 | 13 | 11 | 10 | 36 | 35 | +1   |                                                          |
| 8    | C. F. Villanovense                   | 50   | 34 | 14 | 8  | 12 | 39 | 28 | +11  |                                                          |
| 9    | U. D. Montijo                        | 47   | 34 | 13 | 8  | 13 | 37 | 38 | −1   |                                                          |
| 10   | Xerez Deportivo F. C.                | 47   | 34 | 13 | 8  | 13 | 28 | 40 | −12  |                                                          |
| 11   | Vélez C. F.                          | 46   | 34 | 13 | 7  | 14 | 39 | 42 | −3   |                                                          |
| 12   | Antequera C. F.                      | 44   | 34 | 11 | 11 | 12 | 36 | 37 | −1   |                                                          |
| 13   | C. D. Don Benito (O)                 | 41   | 34 | 10 | 11 | 13 | 43 | 42 | +1   | Promoción de permanencia                                 |
| 14   | C. D. Mensajero (D)                  | 35   | 34 | 7  | 14 | 13 | 35 | 47 | −12  | Descenso a Tercera División RFEF                         |
| 15   | Las Palmas Atlético (D)              | 31   | 34 | 7  | 10 | 17 | 41 | 61 | −20  | Descenso a Tercera División RFEF                         |
| 16   | U. D. San Fernando (D)               | 29   | 34 | 7  | 8  | 19 | 30 | 55 | −25  | Descenso a Tercera División RFEF                         |
| 17   | C. F. Panadería Pulido San Mateo (D) | 25   | 34 | 5  | 10 | 19 | 32 | 61 | −29  | Descenso a Tercera División RFEF                         |
| 18   | U. D. Tamaraceite (D)                | 25   | 34 | 6  | 7  | 21 | 36 | 64 | −28  | Descenso a Tercera División RFEF                         |

 Fuente: Resultados Fútbol

### Evolución de la clasificación
| Jornada                    | 1  | 2  | 3  | 4   | 5   | 6   | 7   | 8   | 9   | 10  | 11  | 12  | 13  | 14  | 15  | 16  | 17  | 18  | 19  | 20  | 21  | 22  | 23  | 24  | 25  | 26  | 27  | 28 | 29 | 30 | 31 | 32 | 33 | 34 |
| Equipo                     |    |    |    |     |     |     |     |     |     |     |     |     |     |     |     |     |     |     |     |     |     |     |     |     |     |     |     |    |    |    |    |    |    |    |
| -------------------------- | -- | -- | -- | --- | --- | --- | --- | --- | --- | --- | --- | --- | --- | --- | --- | --- | --- | --- | --- | --- | --- | --- | --- | --- | --- | --- | --- | -- | -- | -- | -- | -- | -- | -- |
| Córdoba                    | 1  | 1  | 1  | 1   | 1   | 1   | 1*  | 1*  | 1*  | 1*  | 1*  | 1*  | 1*  | 1*  | 1*  | 1*  | 1   | 1   | 1   | 1   | 1   | 1*  | 1*  | 1*  | 1*  | 1*  | 1   | 1  | 1  | 1  | 1  | 1  | 1  | 1  |
| Mérida                     | 2  | 5  | 6  | 7   | 4   | 6   | 7   | 6   | 4   | 4   | 3   | 4   | 6   | 6   | 9   | 11  | 8   | 8   | 8   | 7*  | 8*  | 4   | 6   | 4   | 3   | 3   | 3   | 3  | 3  | 3  | 3  | 3  | 3  | 2  |
| Cacereño                   | 6  | 4  | 2  | 2   | 2   | 2   | 2   | 3   | 3   | 2   | 4   | 3   | 4   | 5   | 5   | 2   | 2   | 2*  | 3*  | 2   | 2   | 2   | 2   | 2   | 2*  | 2*  | 2*  | 2  | 2  | 2  | 2  | 2  | 2  | 3  |
| Ceuta                      | 12 | 13 | 13 | 9   | 11  | 9   | 10  | 8   | 8   | 8   | 5   | 5   | 3   | 3   | 2   | 3   | 5   | 5   | 6   | 5   | 3   | 3   | 3   | 5   | 5   | 4   | 4   | 4  | 4  | 4  | 4  | 4  | 4  | 4  |
| Coria                      | 3  | 3  | 5  | 6   | 7   | 4   | 4   | 2   | 2   | 3   | 2   | 2   | 2   | 2   | 3   | 4   | 4   | 3   | 2   | 3   | 4   | 5   | 5   | 7   | 7   | 7   | 9   | 9  | 8  | 7  | 9  | 5  | 5  | 5  |
| San Roque de Lepe          | 15 | 16 | 16 | 11  | 12  | 8   | 9   | 11  | 14  | 15  | 11  | 9   | 9   | 8   | 8   | 9   | 10* | 11* | 11* | 9   | 9   | 9   | 9   | 9   | 8   | 8   | 7   | 7  | 9  | 9  | 7  | 9  | 6  | 6  |
| Cádiz B                    | 7  | 10 | 11 | 12  | 15  | 14  | 12  | 13  | 15  | 13  | 13  | 14  | 13  | 12  | 11  | 12  | 11  | 10  | 13  | 13  | 11  | 11  | 10  | 11  | 10  | 10  | 10  | 10 | 11 | 11 | 11 | 11 | 7  | 7  |
| Villanovense               | 5  | 2  | 3  | 5   | 6   | 10  | 5   | 4   | 7   | 7   | 10  | 7   | 5   | 4   | 4   | 5   | 3   | 4   | 5   | 4   | 5   | 6   | 7   | 6   | 6   | 6   | 5   | 5  | 6  | 5  | 6  | 8  | 9  | 8  |
| Montijo                    | 14 | 8  | 9  | 10* | 8*  | 11* | 8*  | 7*  | 5*  | 5*  | 6*  | 8*  | 7*  | 9*  | 6*  | 6*  | 7   | 6   | 4   | 6   | 6   | 7   | 4   | 3   | 4   | 5   | 6   | 6  | 5  | 8  | 5  | 6  | 8  | 9  |
| Xerez Deportivo            | 18 | 18 | 12 | 13  | 9   | 5   | 6   | 9   | 10  | 14  | 15  | 13  | 14  | 13  | 13  | 10  | 12* | 13* | 10* | 12  | 13  | 13  | 12  | 12  | 13  | 11  | 11  | 11 | 10 | 10 | 10 | 7  | 10 | 10 |
| Vélez                      | 13 | 17 | 18 | 18  | 13  | 15  | 16  | 14  | 11  | 9   | 12  | 10  | 10  | 7   | 10  | 7   | 6   | 7*  | 7*  | 8*  | 7*  | 8   | 8   | 8   | 9   | 9   | 8   | 8  | 7  | 6  | 8  | 10 | 11 | 11 |
| Antequera                  | 17 | 9  | 4  | 3   | 3   | 3   | 3   | 5   | 6   | 6   | 7   | 6   | 8   | 10  | 7   | 8   | 13  | 12  | 12  | 10  | 10  | 10  | 13  | 10  | 12  | 13  | 13  | 13 | 12 | 12 | 12 | 12 | 12 | 12 |
| Don Benito                 | 9  | 14 | 14 | 15  | 16  | 12  | 13  | 10  | 9   | 11  | 9   | 12  | 12  | 14  | 14  | 14  | 9   | 9   | 9   | 11  | 12  | 12  | 11  | 13  | 11  | 12  | 12  | 12 | 13 | 13 | 13 | 13 | 13 | 13 |
| Mensajero                  | 10 | 11 | 7  | 8*  | 10* | 13* | 14* | 15* | 12* | 12* | 14* | 15* | 15* | 15* | 15* | 15* | 15* | 15  | 15  | 14  | 14  | 14  | 14  | 15  | 15* | 15* | 14* | 15 | 14 | 14 | 14 | 14 | 14 | 14 |
| Las Palmas Atlético        | 8  | 6  | 8  | 4   | 5   | 7   | 11  | 12  | 13  | 10  | 8   | 11  | 11  | 11  | 12  | 13  | 14  | 14  | 14  | 15  | 15  | 15  | 15  | 14  | 14  | 14  | 15  | 14 | 15 | 15 | 15 | 15 | 15 | 15 |
| San Fernando               | 4  | 7  | 10 | 14  | 14  | 16  | 15  | 16  | 16  | 16  | 16  | 16  | 16  | 16  | 16  | 16  | 17  | 17* | 17* | 17* | 17* | 18* | 18* | 18* | 18* | 16  | 16  | 16 | 16 | 16 | 16 | 16 | 16 | 16 |
| Panadería Pulido San Mateo | 16 | 15 | 15 | 16  | 18  | 18  | 18  | 17  | 17  | 17  | 17  | 17* | 17* | 17* | 18* | 18* | 18* | 18  | 18  | 18  | 18  | 17  | 17  | 17  | 17  | 18  | 17  | 17 | 17 | 17 | 17 | 17 | 17 | 17 |
| Tamaraceite                | 11 | 12 | 17 | 17  | 17  | 17  | 17  | 18  | 18  | 18  | 18  | 18  | 18  | 18  | 17  | 17  | 16  | 16* | 16* | 16* | 16* | 16* | 16* | 16* | 16* | 17* | 18  | 18 | 18 | 18 | 18 | 18 | 18 | 18 |

(*) Con partido(s) pendiente(s).

### Tabla de resultados cruzados
| Local \ Visitante                | ANT | CAC | CAD | CEU | COB | COR | DON | LAS | MEN | MER | MON | PAN | SAF | SAR | TAM | VEL | VIL | XER |
| -------------------------------- | --- | --- | --- | --- | --- | --- | --- | --- | --- | --- | --- | --- | --- | --- | --- | --- | --- | --- |
| Antequera C. F.                  | —   | 2–2 | 1–1 | 3–1 | 0–1 | 0–0 | 2–1 | 3–1 | 0–0 | 0–2 | 2–1 | 1–2 | 1–0 | 0–0 | 3–1 | 0–3 | 0–1 | 2–0 |
| C. P. Cacereño                   | 3–1 | —   | 1–1 | 2–0 | 2–2 | 1–1 | 2–0 | 3–2 | 1–1 | 1–2 | 2–0 | 4–2 | 3–2 | 1–1 | 1–0 | 2–0 | 0–1 | 2–0 |
| Cádiz C. F. "B"                  | 1–0 | 0–1 | —   | 1–0 | 0–4 | 0–1 | 2–1 | 1–0 | 0–0 | 0–2 | 2–2 | 2–1 | 5–0 | 1–0 | 3–2 | 0–2 | 1–0 | 0–0 |
| A. D. Ceuta F. C.                | 1–0 | 3–0 | 2–0 | —   | 0–0 | 3–1 | 0–0 | 0–0 | 2–0 | 0–1 | 0–0 | 3–1 | 1–0 | 1–1 | 2–2 | 1–0 | 2–3 | 1–1 |
| Córdoba C. F.                    | 2–0 | 5–0 | 3–1 | 3–2 | —   | 3–1 | 3–2 | 5–1 | 3–1 | 3–0 | 3–1 | 4–0 | 4–1 | 2–1 | 4–0 | 4–1 | 2–0 | 4–0 |
| C. D. Coria                      | 2–0 | 1–3 | 3–2 | 2–2 | 0–3 | —   | 1–0 | 3–1 | 3–2 | 1–1 | 2–0 | 1–2 | 2–2 | 2–0 | 4–1 | 0–1 | 0–0 | 2–1 |
| C. D. Don Benito                 | 1–1 | 1–1 | 2–3 | 0–2 | 1–2 | 3–0 | —   | 3–2 | 1–1 | 2–2 | 1–0 | 1–1 | 2–2 | 0–0 | 2–0 | 4–1 | 1–0 | 1–2 |
| Las Palmas Atlético              | 1–2 | 1–2 | 1–1 | 0–2 | 2–2 | 3–1 | 1–4 | —   | 2–1 | 1–3 | 0–3 | 2–2 | 1–0 | 2–3 | 3–3 | 2–0 | 1–1 | 1–0 |
| C. D. Mensajero                  | 3–3 | 0–0 | 1–2 | 1–3 | 1–1 | 0–1 | 1–2 | 1–2 | —   | 1–0 | 1–0 | 3–1 | 2–0 | 0–0 | 2–2 | 2–0 | 1–0 | 0–0 |
| A. D. Mérida                     | 1–1 | 0–1 | 2–1 | 1–1 | 0–1 | 0–1 | 3–0 | 2–0 | 1–1 | —   | 2–1 | 2–1 | 4–1 | 0–1 | 6–1 | 2–0 | 1–0 | 0–0 |
| U. D. Montijo                    | 1–0 | 1–1 | 1–1 | 1–0 | 1–1 | 1–0 | 3–1 | 0–1 | 2–2 | 2–0 | —   | 0–0 | 2–0 | 0–1 | 1–7 | 1–0 | 2–1 | 2–0 |
| C. F. Panadería Pulido San Mateo | 1–2 | 0–2 | 1–0 | 1–2 | 3–3 | 0–1 | 1–1 | 1–1 | 2–2 | 1–3 | 0–0 | —   | 1–1 | 0–1 | 1–1 | 2–0 | 1–3 | 0–1 |
| U. D. San Fernando               | 0–0 | 1–1 | 0–0 | 1–0 | 3–0 | 0–1 | 1–3 | 3–2 | 0–1 | 0–1 | 1–2 | 1–0 | —   | 0–0 | 3–2 | 0–0 | 2–1 | 0–1 |
| C. D. San Roque de Lepe          | 0–2 | 2–0 | 0–0 | 2–2 | 0–1 | 1–2 | 1–0 | 1–1 | 4–1 | 0–1 | 1–2 | 2–0 | 3–1 | —   | 1–0 | 5–1 | 2–0 | 4–2 |
| U. D. Tamaraceite                | 0–2 | 0–1 | 0–2 | 0–2 | 1–1 | 1–0 | 0–0 | 0–0 | 3–0 | 0–3 | 2–1 | 0–3 | 3–4 | 2–0 | —   | 1–2 | 0–1 | 1–0 |
| Vélez C. F.                      | 1–1 | 1–2 | 0–0 | 2–2 | 1–2 | 2–1 | 0–0 | 1–0 | 3–0 | 0–0 | 0–3 | 4–0 | 3–0 | 1–0 | 2–0 | —   | 2–1 | 5–2 |
| C. F. Villanovense               | 1–1 | 2–0 | 1–1 | 0–1 | 1–0 | 0–0 | 0–2 | 2–2 | 1–1 | 1–0 | 2–0 | 6–0 | 2–0 | 0–0 | 3–0 | 2–0 | —   | 2–0 |
| Xerez Deportivo F. C.            | 1–0 | 1–0 | 0–1 | 2–2 | 1–5 | 1–1 | 1–0 | 2–1 | 2–1 | 1–1 | 1–0 | 1–0 | 1–0 | 0–1 | 1–0 | 0–0 | 2–0 | —   |

Calendario Grupo IV Segunda División RFEF 

### Máximos goleadores
| Pos. | Jugador              | Equipo                  | Goles | Partidos | Penaltis |
| ---- | -------------------- | ----------------------- | ----- | -------- | -------- |
| 1º   | Antonio Casas        | Córdoba C. F.           | 17    | 31       | 0        |
| 2.º  | Willy                | Córdoba C. F.           | 16    | 33       | 3        |
| –    | Chuma                | C. D. San Roque de Lepe | 16    | 32       | 1        |
| 4.º  | Eduardo de Salles    | C. D. Mensajero         | 14    | 30       | 1        |
| 5.º  | Adrián Fuentes       | Córdoba C. F.           | 13    | 33       | 0        |
| –    | Abraham Pozo         | C. D. Don Benito        | 13    | 33       | 3        |
| –    | Miguel de las Cuevas | Córdoba C. F.           | 13    | 24       | 5        |

## Grupo V

### Cambios de entrenadores
| Equipo                      | Entrenador (Jornadas)     | Fecha de vacante        | Tipo de salida                                 | Posición en la tabla | Entrenador entrante               | Fecha de nombramiento   |
| --------------------------- | ------------------------- | ----------------------- | ---------------------------------------------- | -------------------- | --------------------------------- | ----------------------- |
| C. D. Toledo                | Diego Merino (1 - 8)      | 28 de octubre de 2021   | Despedido                                      | 17.º                 | Javi Sánchez (9-)                 | 30 de octubre de 2021   |
| Águilas F. C.               | Molo (1 - 10)             | 8 de noviembre de 2021  | Despedido                                      | 6.º                  | Gaspar Campillo (11-)             | 13 de noviembre de 2021 |
| Atlético Levante            | Alessio Lisci (1 - 13)    | 29 de noviembre de 2021 | Promovido al primer equipo del Levante U. D.   | 10.º                 | Adrián Esteve Muñoz (15 - 32)     | 10 de diciembre de 2021 |
| Yugo-U. D. Socuéllamos      | Josico Moreno (1 - 16)    | 22 de diciembre de 2021 | Despedido                                      | 16.º                 | Sergio Campos (17 -)              | 23 de diciembre de 2021 |
| Calvo Sotelo de Puertollano | Darío Martin (1 - 16)     | 29 de diciembre de 2021 | Despedido                                      | 15.º                 | José Masegosa (17 -)              | 29 de diciembre de 2021 |
| Águilas F. C.               | Gaspar Campillo (11 - 18) | 24 de enero de 2022     | Dimisión                                       | 14.º                 | Jovan Stanković (19 -)            | 25 de enero de 2022     |
| U. D. Melilla               | Manolo Herrero (1 - 22)   | 21 de febrero de 2022   | Despedido                                      | 10.º                 | Miguel Rivera (23 -)              | 22 de febrero de 2022   |
| Recreativo Granada          | Rubén Torrecilla (1 - 22) | 6 de marzo de 2022      | Nombrado entrenador interino del Granada C. F. | 8.º                  | Roberto Cuerva Julio Algar (23 -) | 8 de marzo de 2022      |
| Atlético Levante            | Adrián Esteve (15 - 32)   | 2 de mayo de 2022       | Despedido                                      | 13.º                 | Chema Sanz (33 -)                 | 2 de mayo de 2022       |

### Equipos por comunidad autónoma
| N.° | Comunidad autónoma   | Equipos |
| --- | -------------------- | --- |
| 6   | Comunidad Valenciana | U. D. Alzira Atlético Levante U. D. C. D. Eldense Hércules de Alicante C. F. C. F. Intercity C. F. La Nucía |
| 4   | Andalucía            | Atlético Mancha Real Atlético Pulpileño C. D. El Ejido 2012 C. Recreativo Granada                           |
| 4   | Castilla-La Mancha   | Calvo Sotelo Puertollano C. F. C. D. Marchamalo U. D. Socuéllamos C. D. Toledo                              |
| 3   | Región de Murcia     | Águilas F. C. Mar Menor F. C. Real Murcia C. F.                                                             |
| 1   | Melilla              | U. D. Melilla                                                                                               |

### Clasificación grupo V
| Pos. | Equipo                       | Pts. | PJ | G  | E  | P  | GF | GC | Dif. |                                                          |
| ---- | ---------------------------- | ---- | -- | -- | -- | -- | -- | -- | ---- | -------------------------------------------------------- |
| 1    | C. F. Intercity (A, C)       | 66   | 34 | 18 | 12 | 4  | 46 | 16 | +30  | Ascenso a Primera División RFEF y Copa del Rey           |
| 2    | C. F. La Nucía (A)           | 64   | 34 | 18 | 10 | 6  | 41 | 18 | +23  | Play-Offs Ascenso a Primera División RFEF y Copa del Rey |
| 3    | Real Murcia C. F. (A)        | 58   | 34 | 15 | 13 | 6  | 42 | 27 | +15  | Play-Offs Ascenso a Primera División RFEF y Copa del Rey |
| 4    | C. D. Eldense (A)            | 56   | 34 | 15 | 11 | 8  | 47 | 37 | +10  | Play-Offs Ascenso a Primera División RFEF y Copa del Rey |
| 5    | Hércules C. F.               | 56   | 34 | 15 | 11 | 8  | 41 | 31 | +10  | Play-Offs Ascenso a Primera División RFEF y Copa del Rey |
| 6    | Mar Menor F. C.              | 55   | 34 | 16 | 7  | 11 | 34 | 29 | +5   | Clasificación a Copa RFEF                                |
| 7    | U. D. Alzira                 | 51   | 34 | 13 | 12 | 9  | 42 | 36 | +6   |                                                          |
| 8    | Recreativo Granada           | 46   | 34 | 11 | 13 | 10 | 34 | 32 | +2   |                                                          |
| 9    | U. D. Melilla                | 45   | 34 | 12 | 9  | 13 | 36 | 39 | −3   |                                                          |
| 10   | Atlético Mancha Real         | 43   | 34 | 12 | 7  | 15 | 32 | 36 | −4   |                                                          |
| 11   | Polideportivo El Ejido       | 43   | 34 | 12 | 7  | 15 | 30 | 35 | −5   |                                                          |
| 12   | U. D. Socuéllamos            | 43   | 34 | 10 | 13 | 11 | 29 | 34 | −5   |                                                          |
| 13   | Águilas F. C. (D)            | 41   | 34 | 10 | 11 | 13 | 32 | 36 | −4   | Promoción de permanencia                                 |
| 14   | Atlético Levante (D)         | 38   | 34 | 9  | 11 | 14 | 33 | 33 | 0    | Descenso a Tercera División RFEF                         |
| 15   | Atlético Pulpileño (D)       | 34   | 34 | 8  | 10 | 16 | 23 | 48 | −25  | Descenso a Tercera División RFEF                         |
| 16   | C. D. Marchamalo (D)         | 32   | 34 | 8  | 8  | 18 | 33 | 59 | −26  | Descenso a Tercera División RFEF                         |
| 17   | Calvo Sotelo Puertollano (D) | 29   | 34 | 8  | 5  | 21 | 38 | 50 | −12  | Descenso a Tercera División RFEF                         |
| 18   | C. D. Toledo (D)             | 28   | 34 | 6  | 10 | 18 | 27 | 44 | −17  | Descenso a Tercera División RFEF                         |

 Fuente: Resultados Fútbol

### Evolución de la clasificación
| Jornada                  | 1  | 2  | 3  | 4  | 5  | 6  | 7  | 8  | 9  | 10 | 11 | 12 | 13 | 14 | 15 | 16 | 17  | 18  | 19  | 20  | 21 | 22  | 23  | 24  | 25  | 26  | 27  | 28 | 29 | 30 | 31 | 32 | 33 | 34 |
| Equipo                   |    |    |    |    |    |    |    |    |    |    |    |    |    |    |    |    |     |     |     |     |    |     |     |     |     |     |     |    |    |    |    |    |    |    |
| ------------------------ | -- | -- | -- | -- | -- | -- | -- | -- | -- | -- | -- | -- | -- | -- | -- | -- | --- | --- | --- | --- | -- | --- | --- | --- | --- | --- | --- | -- | -- | -- | -- | -- | -- | -- |
| Intercity                | 12 | 16 | 16 | 16 | 14 | 11 | 7  | 6  | 5  | 3  | 1  | 1  | 1  | 2  | 2  | 2  | 3   | 3   | 2   | 1   | 2  | 2   | 1   | 2   | 2   | 2   | 2   | 2  | 1  | 1  | 1  | 1  | 1  | 1  |
| La Nucía                 | 4  | 3  | 7  | 2  | 1  | 1  | 1  | 1  | 1  | 1  | 2  | 2  | 2  | 1  | 1  | 1  | 2   | 2   | 1   | 2   | 1  | 1   | 2   | 1   | 1   | 1   | 1   | 1  | 2  | 2  | 2  | 2  | 2  | 2  |
| Real Murcia              | 3  | 4  | 2  | 5  | 3  | 3  | 4  | 8  | 7  | 4  | 6  | 10 | 7  | 8  | 6  | 4  | 4   | 5   | 4   | 4   | 4  | 3   | 4   | 4   | 4   | 4   | 5   | 4  | 4  | 3  | 3  | 3  | 4  | 3  |
| Eldense                  | 13 | 13 | 13 | 13 | 15 | 15 | 13 | 14 | 11 | 12 | 11 | 7  | 5  | 7  | 8  | 6  | 6   | 7   | 6   | 5   | 5  | 5*  | 7*  | 6*  | 6   | 6   | 6   | 6  | 6  | 6  | 6  | 6  | 5  | 4  |
| Hércules de Alicante     | 8  | 5  | 4  | 6  | 8  | 4  | 8  | 7  | 6  | 7  | 10 | 5  | 3  | 3  | 3  | 3  | 1   | 1   | 3   | 3   | 3  | 4   | 3   | 3   | 3   | 3   | 3   | 3  | 3  | 4  | 4  | 4  | 3  | 5  |
| Mar Menor                | 16 | 15 | 14 | 14 | 9  | 9  | 5  | 5  | 8  | 9  | 12 | 11 | 8  | 9  | 5  | 7  | 7*  | 6   | 7   | 7   | 7  | 6   | 8   | 5   | 5   | 5   | 4   | 5  | 5  | 5  | 5  | 5  | 6  | 6  |
| Alzira                   | 11 | 11 | 12 | 7  | 10 | 12 | 14 | 13 | 10 | 8  | 5  | 6  | 11 | 5  | 4  | 5  | 5   | 4   | 5   | 6   | 6  | 7   | 5   | 7   | 7   | 7   | 7   | 7  | 7  | 7  | 7  | 7  | 7  | 7  |
| Recreativo Granada       | 10 | 12 | 6  | 11 | 6  | 6  | 3  | 3  | 3  | 2  | 4  | 3  | 4  | 4  | 7  | 8  | 8   | 8   | 10  | 9   | 8  | 8   | 6   | 8   | 8   | 9   | 10  | 9  | 8  | 8  | 8  | 8  | 8  | 8  |
| Melilla                  | 5  | 7  | 11 | 12 | 13 | 10 | 6  | 4  | 4  | 5  | 3  | 4  | 6  | 6  | 9  | 9  | 9*  | 10* | 8   | 10  | 10 | 10  | 11  | 11* | 12* | 12* | 8*  | 10 | 9  | 9  | 9  | 9  | 9  | 9  |
| Atlético Mancha Real     | 9  | 2  | 1  | 3  | 7  | 8  | 12 | 12 | 9  | 13 | 14 | 13 | 14 | 12 | 13 | 14 | 14* | 11* | 9   | 8   | 9  | 9   | 12  | 12  | 13  | 13  | 13  | 14 | 11 | 10 | 11 | 14 | 11 | 10 |
| El Ejido 2012            | 7  | 1  | 8  | 9  | 11 | 14 | 15 | 15 | 15 | 14 | 13 | 14 | 13 | 14 | 11 | 12 | 13* | 14  | 13  | 11  | 13 | 11  | 9   | 10  | 10  | 8   | 9   | 8  | 10 | 12 | 13 | 10 | 10 | 11 |
| Socuéllamos              | 18 | 18 | 17 | 17 | 16 | 16 | 16 | 16 | 17 | 17 | 16 | 16 | 16 | 16 | 16 | 16 | 16  | 16  | 16  | 15  | 15 | 14  | 14  | 15* | 15* | 15* | 15* | 11 | 14 | 14 | 14 | 11 | 12 | 12 |
| Águilas                  | 6  | 6  | 3  | 1  | 2  | 2  | 2  | 2  | 2  | 6  | 9  | 9  | 12 | 13 | 14 | 13 | 11  | 12  | 14  | 14  | 14 | 15  | 15  | 14  | 14  | 14  | 14  | 15 | 13 | 13 | 10 | 12 | 14 | 13 |
| Atlético Levante         | 1  | 8  | 9  | 10 | 12 | 13 | 10 | 9  | 13 | 11 | 8  | 12 | 9  | 10 | 10 | 10 | 10  | 9   | 12  | 13  | 12 | 13  | 10  | 9   | 9   | 11  | 12  | 13 | 13 | 11 | 12 | 13 | 13 | 14 |
| Atlético Pulpileño       | 17 | 10 | 5  | 8  | 4  | 7  | 9  | 10 | 12 | 10 | 7  | 8  | 10 | 11 | 12 | 11 | 12  | 13* | 11* | 12* | 11 | 12* | 13* | 13* | 11  | 10  | 11  | 12 | 15 | 15 | 15 | 15 | 15 | 15 |
| Marchamalo               | 14 | 14 | 15 | 15 | 18 | 18 | 18 | 18 | 16 | 16 | 17 | 18 | 18 | 18 | 18 | 18 | 18  | 18  | 18  | 18  | 18 | 18  | 18  | 16  | 17  | 17  | 16  | 16 | 16 | 16 | 16 | 16 | 16 | 16 |
| Calvo Sotelo Puertollano | 2  | 9  | 10 | 4  | 5  | 5  | 11 | 11 | 14 | 15 | 15 | 15 | 15 | 15 | 15 | 15 | 15  | 15* | 15* | 16* | 16 | 16  | 16  | 17  | 16  | 16  | 17  | 17 | 17 | 18 | 18 | 18 | 17 | 17 |
| Toledo                   | 15 | 17 | 18 | 18 | 17 | 17 | 17 | 17 | 18 | 18 | 18 | 17 | 17 | 17 | 17 | 17 | 17  | 17  | 17  | 17  | 17 | 17  | 17  | 18  | 18  | 18  | 18  | 18 | 18 | 17 | 17 | 17 | 18 | 18 |

### Tabla de resultados cruzados
| Local \ Visitante              | AGU | ALZ | ATL | ATM | ATP | CAL | ELD | ELJ | HER | INT | LAN | MAC | MAM | MEL | MUR | REC | SOC | TOL |
| ------------------------------ | --- | --- | --- | --- | --- | --- | --- | --- | --- | --- | --- | --- | --- | --- | --- | --- | --- | --- |
| Águilas F. C.                  | —   | 2–2 | 2–1 | 1–1 | 0–0 | 1–0 | 0–1 | 0–1 | 1–1 | 1–2 | 2–0 | 2–0 | 2–0 | 0–1 | 1–2 | 0–0 | 2–2 | 1–3 |
| U. D. Alzira                   | 1–1 | —   | 1–0 | 0–0 | 1–0 | 2–1 | 0–2 | 2–0 | 4–0 | 0–0 | 2–2 |     | 1–0 | 0–1 | 2–2 | 2–2 | 3–0 | 1–1 |
| Atlético Levante U. D.         | 2–0 | 1–2 | —   | 1–1 | 0–1 | 0–0 | 1–1 | 0–0 | 2–0 | 0–5 | 0–1 | 1–0 | 1–1 | 0–1 | 1–1 | 1–1 | 2–0 | 0–2 |
| Atlético Mancha Real           | 5–0 | 1–2 | 0–1 | —   | 1–1 | 2–0 | 0–1 | 1–0 | 1–2 | 0–1 | 0–3 | 0–2 | 1–2 | 2–2 | 2–1 | 0–2 | 1–0 | 2–0 |
| Atlético Pulpileño             | 2–2 | 1–1 | 1–0 | 2–0 | —   | 1–0 | 1–3 | 0–1 | 0–4 | 1–1 | 1–4 | 1–1 | 0–2 | 1–3 | 0–0 | 0–3 | 1–2 | 0–0 |
| Calvo Sotelo Puertollano C. F. | 1–2 | 1–3 | 0–0 | 1–2 | 2–0 | —   | 0–1 | 1–1 | 2–1 | 0–1 | 1–2 | 1–2 | 4–0 | 1–0 | 1–2 | 3–0 | 1–1 | 2–1 |
| C. D. Eldense                  | 0–1 | 1–1 | 1–3 | 0–1 | 0–3 | 3–2 | —   | 3–1 | 2–2 | 0–0 | 1–1 | 4–0 | 1–0 | 2–1 | 1–3 | 3–1 | 0–2 | 3–1 |
| C. D. El Ejido 2012            | 1–0 | 1–1 | 1–2 | 0–1 | 0–1 | 2–0 | 1–1 | —   | 0–1 | 0–1 | 0–2 | 2–2 | 0–1 | 3–1 | 1–0 | 3–1 | 0–0 | 1–2 |
| Hércules de Alicante C. F.     | 2–1 | 2–0 | 0–3 | 3–1 | 3–0 | 2–1 | 0–1 | 2–0 | —   | 0–1 | 0–0 | 1–1 | 2–1 | 1–1 | 3–0 | 1–1 | 0–0 | 1–0 |
| C. F. Intercity                | 1–0 | 3–0 | 2–0 | 1–0 | 4–0 | 4–0 | 1–1 | 0–1 | 1–2 | —   | 1–1 | 3–0 | 3–0 | 0–0 | 0–0 | 1–0 | 1–0 | 0–0 |
| C. F. La Nucía                 | 0–0 | 2–0 | 1–0 | 1–1 | 2–0 | 3–2 | 1–0 | 0–1 | 1–0 | 0–0 | —   | 2–0 | 1–0 | 2–0 | 1–2 | 0–0 | 0–0 | 2–0 |
| C. D. Marchamalo               | 1–0 | 4–3 | 1–7 | 0–0 | 1–0 | 0–0 | 1–2 | 4–2 | 0–1 | 2–2 | 0–3 | —   | 2–0 | 0–0 | 1–1 | 0–1 | 1–2 | 0–2 |
| Mar Menor F. C.                | 0–0 | 1–0 | 1–1 | 1–0 | 4–0 | 1–0 | 1–1 | 1–0 | 0–0 | 0–1 | 0–0 | 3–0 | —   | 2–0 | 1–0 | 0–1 | 1–0 | 2–0 |
| U. D. Melilla                  | 1–1 | 1–1 | 1–0 | 0–2 | 0–1 | 2–1 | 3–2 | 2–0 | 1–2 | 0–0 | 1–0 | 4–1 | 2–3 | —   | 2–2 | 1–3 | 3–1 | 1–0 |
| Real Murcia C. F.              | 1–0 | 1–0 | 1–0 | 1–0 | 1–1 | 3–1 | 1–2 | 1–1 | 1–1 | 2–0 | 1–2 | 3–2 | 2–0 | 0–0 | —   | 2–0 | 0–0 | 2–0 |
| C. Recreativo Granada          | 0–2 | 0–1 | 1–0 | 3–0 | 1–1 | 2–1 | 1–1 | 0–1 | 0–0 | 3–3 | 1–0 | 1–2 | 0–1 | 1–0 | 0–0 | —   | 2–0 | 1–1 |
| U. D. Socuéllamos              | 1–3 | 1–0 | 0–0 | 0–1 | 1–0 | 2–3 | 1–1 | 1–3 | 2–0 | 2–1 | 1–0 | 1–0 | 2–2 | 2–0 | 0–0 | 1–1 | —   | 1–1 |
| C. D. Toledo                   | 0–1 | 1–2 | 2–2 | 1–2 | 0–1 | 1–4 | 1–1 | 0–1 | 1–1 | 0–1 | 0–1 | 3–2 | 1–2 | 2–0 | 0–3 | 0–0 | 0–0 | —   |

Calendario Grupo V Segunda División RFEF 

### Máximos goleadores
| Pos. | Jugador         | Equipo              | Goles | Partidos | Penaltis |
| ---- | --------------- | ------------------- | ----- | -------- | -------- |
| 1º   | Pablo García    | C. D. Eldense       | 13    | 33       | 2        |
| 2.º  | Jorge García    | C. D. El Ejido 2012 | 11    | 32       | 6        |
| 3.º  | Rubén del Campo | U. D. Melilla       | 10    | 32       | 0        |
| –    | Iván Limón      | Calvo Sotelo C. F.  | 10    | 29       | 0        |
| –    | Edu Ubis        | Mar Menor F. C.     | 10    | 28       | 5        |

## Árbitros
1. Abril Portillo, Salvador
2. Agudo Daza, Martín (N)
3. Albaladejo García, Carlos (N)
4. Alcalá Rey, Alfonso (N)
5. Álvarez Dorado, Jorge (N)
6. Álvarez Ordóñez, Sergio (N)
7. Álvarez Rodríguez, Omar (N)
8. Amar Ahmed, Samir
9. Angelov Borisov, Aleksandar Ivaylov
10. Aranda Anquela, Carlos
11. Aranda Bujedo, Alberto (N)
12. Aranda Delgado, José María (N)
13. Asensio Pérez, Pablo (N)
14. Baiges Dones, Daniel David
15. Bárcenas Torres, Millán (N)
16. Barrio Salas, Aitor
17. Bolado Palencia, Diego (N)
18. Bordoy Díaz, Antoni Magi (N)
19. Bouzas Laconti, Héctor (N)
20. Brull Acerete, Gerard
21. Calvo Martínez, Adrián
22. Camacho Garrote, Manuel (N)
23. Cánovas García Villarrubia, Álvaro (N)
24. Carbajales Gómez, Leandro
25. Carbonell Hernández, Carlos Alberto
26. Carralero Calvo, Roberto
27. Carrero Romera, Sergi (N)
28. Castellanos Argüeso, Víctor
29. Clemente Manrique, Daniel (N)
30. Clemente Ortuño, Alejandro (N)
31. Crespo Puente, Francisco (N)
32. Cueto Amigo, Guillermo
33. Del Río Lozano, Sergio
34. Delfa Ramos, Jesús
35. Domato Pedreira, Miguel
36. Escobar López, Gamaliel
37. Expósito Jaramillo, Francisco Javier (N)
38. Fernández Cintas, Francisco José
39. Fernández Pérez, Pablo
40. Fernández Rodríguez, José Antonio
41. Ferrol Muñiz, Miguel
42. Figueiredo Comesaña, Javier (N)
43. Gao Aladro, Enrique
44. García Aceña, Miguel
45. García Arriola, Ekaitz Ikiñi
46. García De La Loma, David (N)
47. García Padilla, Álvaro (N)
48. García Riesgo, Francisco
49. García Rubio, Javier (N)
50. Gargantilla Fernández, Pablo
51. Godia Solé, Pol
52. González del Campo López-Menchero, Manuel
53. González González, Alexander
54. González Hernández, Alberto
55. González Rodríguez, Johan (N)
56. González Umbert, Pablo (N)
57. Gonzálo Sánchez, Roberto
58. Gordillo Escamilla, Juan Miguel (N)
59. Hernández Maestre, Abraham (N)
60. Holgueras Castellanos, Néstor
61. Iglesias Gutiérrez, David
62. Irurtzun Artola, Imanol
63. Jiménez Olano, Roberto (N)
64. Juncal Moreira, Álvaro (N)
65. Labiano Iricibar, Alberto (N)
66. Latorre Gracia, Marcos
67. Legarra Gorgoñón, Gaizka (N)
68. López Del Amo Franco, Ángel
69. López Vila, Alexandre
70. Lou Ballano, Alberto
71. Madrid Martínez, Fulgencio
72. Mallo Fernández, Eder
73. Manrique Antequera, Juan Antonio
74. Martínez Campillos, Manuel (N)
75. Martínez García, Borja
76. Martínez Martínez, Andrés
77. Masip Vidal, Joan
78. Maté Rincón, Guillermo (N)
79. Mazo Maruri, Gorka
80. Miranda Bolaños, Daniel (N)
81. Monterrubio Torres, Pablo
82. Montes García-Navas, Jerónimo
83. Montoro Ferreiro, Bruno
84. Moreno Muñoz, Kevin Javier
85. Moreno Osuna, Fernando (N)
86. Morilla Turrión, Alejandro (N)
87. Morona Del Campo, Luis Enrique (N)
88. Morros Monge, Salvador (N)
89. Munárriz Mateos, Borja
90. Muñiz Muñoz, Carlos (N)
91. Muñoz García, Jayro
92. Navarro Quiñonero, Marcos (N)
93. Ojaos Valera, Alejandro (N)
94. Ojeda Beaumont, Alain (N)
95. Oltra Sáez, Marc (N)
96. Ortega Herrera, Francisco José
97. Patiño Álvarez, Alejandro
98. Peña Varela, Juan
99. Pérez Guimera, Julián (N)
100. Quintairos Rial, Gabriel (N)
101. ´Ramo Andrés, Alfredo (N)
102. Rezola Etxeberría, Ibai
103. Roca Robles, Juan Francisco
104. Rodríguez Carpallo, Héctor
105. Rodríguez García, Eduardo
106. Rodríguez Recio, Álvaro
107. Ruiz Aguilera, Alejandro
108. Ruiz Aguilera, Juan Manuel
109. Ruiz Esquinas, David
110. Ruiz Rabanal, Íker (N)
111. Sáiz Pérez, Gonzalo
112. Sánchez Alba, Alejandro
113. Sánchez Carreras, Javier (N)
114. Sánchez Ingidua, Alberto (N)
115. Sánchez Moraga, Cristian (N)
116. Sauleda Torrent, Óscar
117. Tomé Alonso, Alejandro (N)
118. Valdés Díaz, Diego
119. Varón Aceitón, Álvaro
120. Villanueva Amorrortu, Asier (N)

(N) Árbitro nuevo en la categoría
Fuente: https://rfef.es/sites/default/files/images19/07_a2b-2rfef9.pdf

## Promoción de ascenso a Primera División RFEF
Participan los equipos clasificados del segundo al quinto lugar, de los cuales cinco equipos ascienden. Se desarrolla mediante el sistema de eliminatorias a partido único en una sede designada por la RFEF. En el caso de terminar el partido en empate, y de la misma manera la prórroga, se proclama vencedor el equipo mejor clasificado en la liga regular. En el caso de que ambos equipos se hayan clasificado en igual posición, se lanza una tanda de penaltis. Los encuentros se determinan mediante sorteo, enfrentando a los que obtengan mejor posición contra los que obtengan peor posición, evitando en la medida de lo posible enfrentamientos entre equipos del mismo grupo. 

### Sedes
| Alicante (Comunidad Valenciana)           | Benidorm (Comunidad Valenciana)                  | Alcoy (Comunidad Valenciana)      | Elda (Comunidad Valenciana)         | La Nucía (Comunidad Valenciana)              | La Nucía (Comunidad Valenciana)              |
| ----------------------------------------- | ------------------------------------------------ | --------------------------------- | ----------------------------------- | -------------------------------------------- | -------------------------------------------- |
| Estadio José Rico Pérez Capacidad: 29 500 | Estadio municipal Guillermo Amor Capacidad: 9000 | Estadio El Collao Capacidad: 4850 | Estadio Pepico Amat Capacidad: 4036 | Estadio Olímpico Camilo Cano Capacidad: 5000 | Ciudad deportiva Camilo Cano Capacidad: 5000 |
|                                           |                                                  |                                   |                                     |                                              |                                              |

### Equipos clasificados
| Pos | Grupo 1                  | Grupo 2           | Grupo 3                 | Grupo 4           | Grupo 5           |
| --- | ------------------------ | ----------------- | ----------------------- | ----------------- | ----------------- |
| 2.° | A. D. Unión Adarve       | Sestao River      | R. C. D. Espanyol "B"   | A. D. Mérida      | C. F. La Nucía    |
| 3.° | C. D. A. Navalcarnero    | Real Sociedad "C" | S. C. R. Peña Deportiva | C. P. Cacereño    | Real Murcia C. F. |
| 4.° | Coruxo F. C.             | Rayo Cantabria    | C. D. Teruel            | A. D. Ceuta F. C. | C. D. Eldense     |
| 5.° | Palencia Cristo Atlético | Arenas de Getxo   | Lleida Esportiu         | C. D. Coria       | Hércules C. F.    |

### Cuadro
|  | Semifinales        | Semifinales        | Semifinales          |                      |              | Final              | Final              | Final              |  |
|  | 21 de mayo de 2022 | 21 de mayo de 2022 | 21 de mayo de 2022   |                      |              | 28 de mayo de 2022 | 28 de mayo de 2022 | 28 de mayo de 2022 |  |
|  |                    |                    |                      |                      |              |                    |                    |                    |  |
|  |                    |                    |                      |                      |              |                    |                    |                    |  |
|  | Sestao River       | Sestao River       | 0                    |                      |              |                    |                    |                    |  |
|  | Sestao River       | Sestao River       | 0                    |                      |              |                    |                    |                    |  |
|  | Lleida Esportiu    | Lleida Esportiu    | 0                    |                      |              |                    |                    |                    |  |
|  | Lleida Esportiu    | Lleida Esportiu    | 0                    |                      | Sestao River | Sestao River       | 0                  |                    |  |
|  |                    |                    |                      |                      | Sestao River | Sestao River       | 0                  |                    |  |
|  |                    |                    | C. D. Eldense (pró.) | C. D. Eldense (pró.) | 1            |                    |                    |                    |  |
|  | Real Sociedad "C"  | Real Sociedad "C"  | C. D. Eldense (pró.) | C. D. Eldense (pró.) | 1            | 0                  |                    |                    |  |
|  | Real Sociedad "C"  | Real Sociedad "C"  |                      |                      |              | 0                  |                    |                    |  |
|  | C. D. Eldense      | C. D. Eldense      | 1                    |                      |              |                    |                    |                    |  |
|  | C. D. Eldense      | C. D. Eldense      | 1                    |                      |              |                    |                    |                    |  |
|  |                    |                    |                      |                      |              |                    |                    |                    |  |

|  | Semifinales           | Semifinales           | Semifinales        |                 |                | Final              | Final              | Final              |  |
|  | 21 de mayo de 2022    | 21 de mayo de 2022    | 21 de mayo de 2022 |                 |                | 28 de mayo de 2022 | 28 de mayo de 2022 | 28 de mayo de 2022 |  |
|  |                       |                       |                    |                 |                |                    |                    |                    |  |
|  |                       |                       |                    |                 |                |                    |                    |                    |  |
|  | C. F. La Nucía        | C. F. La Nucía        | 2                  |                 |                |                    |                    |                    |  |
|  | C. F. La Nucía        | C. F. La Nucía        | 2                  |                 |                |                    |                    |                    |  |
|  | C. D. Coria           | C. D. Coria           | 0                  |                 |                |                    |                    |                    |  |
|  | C. D. Coria           | C. D. Coria           | 0                  |                 | C. F. La Nucía | C. F. La Nucía     | 2                  |                    |  |
|  |                       |                       |                    |                 | C. F. La Nucía | C. F. La Nucía     | 2                  |                    |  |
|  |                       |                       | Arenas de Getxo    | Arenas de Getxo | 1              |                    |                    |                    |  |
|  | R. C. D. Espanyol "B" | R. C. D. Espanyol "B" | Arenas de Getxo    | Arenas de Getxo | 1              | 2                  |                    |                    |  |
|  | R. C. D. Espanyol "B" | R. C. D. Espanyol "B" |                    |                 |                | 2                  |                    |                    |  |
|  | Arenas de Getxo       | Arenas de Getxo       | 4                  |                 |                |                    |                    |                    |  |
|  | Arenas de Getxo       | Arenas de Getxo       | 4                  |                 |                |                    |                    |                    |  |
|  |                       |                       |                    |                 |                |                    |                    |                    |  |

|  | Semifinales                    | Semifinales                    | Semifinales             |              |                     | Final               | Final              | Final              |  |
|  | 21 y 22 de mayo de 2022        | 21 y 22 de mayo de 2022        | 21 y 22 de mayo de 2022 |              |                     | 29 de mayo de 2022  | 29 de mayo de 2022 | 29 de mayo de 2022 |  |
|  |                                |                                |                         |              |                     |                     |                    |                    |  |
|  |                                |                                |                         |              |                     |                     |                    |                    |  |
|  | A. D. Mérida                   | A. D. Mérida                   | 2                       |              |                     |                     |                    |                    |  |
|  | A. D. Mérida                   | A. D. Mérida                   | 2                       |              |                     |                     |                    |                    |  |
|  | C. D. Palencia Cristo Atlético | C. D. Palencia Cristo Atlético | 1                       |              |                     |                     |                    |                    |  |
|  | C. D. Palencia Cristo Atlético | C. D. Palencia Cristo Atlético | 1                       |              | A. D. Mérida (pró.) | A. D. Mérida (pró.) | 2                  |                    |  |
|  |                                |                                |                         |              | A. D. Mérida (pró.) | A. D. Mérida (pró.) | 2                  |                    |  |
|  |                                |                                | C. D. Teruel            | C. D. Teruel | 0                   |                     |                    |                    |  |
|  | C. P. Cacereño                 | C. P. Cacereño                 | C. D. Teruel            | C. D. Teruel | 0                   | 0                   |                    |                    |  |
|  | C. P. Cacereño                 | C. P. Cacereño                 |                         |              |                     | 0                   |                    |                    |  |
|  | C. D. Teruel                   | C. D. Teruel                   | 4                       |              |                     |                     |                    |                    |  |
|  | C. D. Teruel                   | C. D. Teruel                   | 4                       |              |                     |                     |                    |                    |  |
|  |                                |                                |                         |              |                     |                     |                    |                    |  |

|  | Semifinales             | Semifinales             | Semifinales             |                   |                    | Final              | Final              | Final              |  |
|  | 21 y 22 de mayo de 2022 | 21 y 22 de mayo de 2022 | 21 y 22 de mayo de 2022 |                   |                    | 29 de mayo de 2022 | 29 de mayo de 2022 | 29 de mayo de 2022 |  |
|  |                         |                         |                         |                   |                    |                    |                    |                    |  |
|  |                         |                         |                         |                   |                    |                    |                    |                    |  |
|  | A. D. Unión Adarve      | A. D. Unión Adarve      | 1                       |                   |                    |                    |                    |                    |  |
|  | A. D. Unión Adarve      | A. D. Unión Adarve      | 1                       |                   |                    |                    |                    |                    |  |
|  | Hércules C. F.          | Hércules C. F.          | 1                       |                   |                    |                    |                    |                    |  |
|  | Hércules C. F.          | Hércules C. F.          | 1                       |                   | A. D. Unión Adarve | A. D. Unión Adarve | 0                  |                    |  |
|  |                         |                         |                         |                   | A. D. Unión Adarve | A. D. Unión Adarve | 0                  |                    |  |
|  |                         |                         | A. D. Ceuta F. C.       | A. D. Ceuta F. C. | 2                  |                    |                    |                    |  |
|  | C. D. A. Navalcarnero   | C. D. A. Navalcarnero   | A. D. Ceuta F. C.       | A. D. Ceuta F. C. | 2                  | 0                  |                    |                    |  |
|  | C. D. A. Navalcarnero   | C. D. A. Navalcarnero   |                         |                   |                    | 0                  |                    |                    |  |
|  | A. D. Ceuta F. C.       | A. D. Ceuta F. C.       | 2                       |                   |                    |                    |                    |                    |  |
|  | A. D. Ceuta F. C.       | A. D. Ceuta F. C.       | 2                       |                   |                    |                    |                    |                    |  |
|  |                         |                         |                         |                   |                    |                    |                    |                    |  |

|  | Semifinales                    | Semifinales                    | Semifinales        |                   |                         | Final                   | Final              | Final              |  |
|  | 22 de mayo de 2022             | 22 de mayo de 2022             | 22 de mayo de 2022 |                   |                         | 29 de mayo de 2022      | 29 de mayo de 2022 | 29 de mayo de 2022 |  |
|  |                                |                                |                    |                   |                         |                         |                    |                    |  |
|  |                                |                                |                    |                   |                         |                         |                    |                    |  |
|  | S. C. R. Peña Deportiva (pró.) | S. C. R. Peña Deportiva (pró.) | 2                  |                   |                         |                         |                    |                    |  |
|  | S. C. R. Peña Deportiva (pró.) | S. C. R. Peña Deportiva (pró.) | 2                  |                   |                         |                         |                    |                    |  |
|  | Coruxo F. C.                   | Coruxo F. C.                   | 0                  |                   |                         |                         |                    |                    |  |
|  | Coruxo F. C.                   | Coruxo F. C.                   | 0                  |                   | S. C. R. Peña Deportiva | S. C. R. Peña Deportiva | 1                  |                    |  |
|  |                                |                                |                    |                   | S. C. R. Peña Deportiva | S. C. R. Peña Deportiva | 1                  |                    |  |
|  |                                |                                | Real Murcia C. F.  | Real Murcia C. F. | 2                       |                         |                    |                    |  |
|  | Real Murcia C. F.              | Real Murcia C. F.              | Real Murcia C. F.  | Real Murcia C. F. | 2                       | 1                       |                    |                    |  |
|  | Real Murcia C. F.              | Real Murcia C. F.              |                    |                   |                         | 1                       |                    |                    |  |
|  | Rayo Cantabria                 | Rayo Cantabria                 | 0                  |                   |                         |                         |                    |                    |  |
|  | Rayo Cantabria                 | Rayo Cantabria                 | 0                  |                   |                         |                         |                    |                    |  |
|  |                                |                                |                    |                   |                         |                         |                    |                    |  |

| Ascienden a Primera Federación C. D. Eldense C. F. La Nucía A. D. Mérida A. D. Ceuta F. C. Real Murcia C. F. |

## Torneo por la permanencia
Participan los 4 equipos clasificados en el 13.º puesto de cada grupo con el peor coeficiente de entre los 5 grupos, de los cuales dos equipos consiguen la permanencia, los otros dos descienden a Tercera División RFEF. Se desarrolla mediante el sistema de eliminatorias a partido único en una sede designada por la RFEF. 

### Equipos que jugarán por la permanencia
| Pos  | Grupo 1                    | Grupo 2                              | Grupo 3                     | Grupo 4          | Grupo 5       |
| ---- | -------------------------- | ------------------------------------ | --------------------------- | ---------------- | ------------- |
| 13.° | Gimnástica Segoviana C. F. | C. D. Laredo Salvado por coeficiente | Cerdanyola del Vallès F. C. | C. D. Don Benito | Águilas F. C. |

### Finales

#### C. D. Don Benitovs.Águilas F. C.
| 22 de mayo de 2022, 12:00 | C. D. Don Benito                                      | 0:0 (0:0, 0:0) (t. s.)(4:2 p.) | Águilas F. C.                                        | Ciudad deportiva Camilo Cano, La Nucía (Alicante) |  |
|                           |                                                       | Tiros desde el punto penal     |                                                      |                                                   |  |
|                           | Trinidad · Carlos Garrido · Lolo Pavón · Álex Jiménez |                                | Cellou · Cristo Martín · Ramón Arcas · Cristo García |                                                   |  |

| Consigue la permanencia C. D. Don Benito |

#### Cerdanyola del Vallès F. C.vs.Gimnástica Segoviana C. F.
| 22 de mayo de 2022, 12:00 | Cerdanyola del Vallès F. C. | 1:3 (0:1) | Gimnástica Segoviana C. F.                                   | Estadio Pepico Amat, Elda (Alicante) |  |
|                           | Elhadji 55'                 |           | 38' Rafa Llorente · 75' Manuel Olmedilla · 90+6' Szymanowski |                                      |  |

| Consigue la permanencia Gimnástica Segoviana C. F. |

## Clasificados aCopa del Rey 2022-23
Se clasifican los cinco mejores de cada grupo (salvo los filiales, ya que no participan en dicha competición).
| Bandera de Galicia | Bandera de la Comunidad de Madrid | Bandera de la Comunidad de Madrid | Bandera de Galicia | Bandera de Castilla y León     |
| Pontevedra C. F.   | A. D. Unión Adarve                | C. D. A. Navalcarnero             | Coruxo C. F.       | C. D. Palencia Cristo Atlético |
| 1.º Grupo 1        | 2.º Grupo 1                       | 3.º Grupo 1                       | 4.º Grupo 1        | 5.º Grupo 1                    |

| Bandera del País Vasco | Bandera del País Vasco | Bandera de Navarra | Bandera de La Rioja (España) | Bandera del País Vasco |
| Sestao River           | Arenas Club            | A. D. San Juan     | Racing Rioja C. F.           | S. D. Gernika          |
| 2.º Grupo 2            | 5.º Grupo 2            | 6.º Grupo 2        | 7.º Grupo 2                  | 8.º Grupo 2            |

| Bandera de Castilla y León | Bandera de las Islas Baleares | Bandera de Aragón | Bandera de Cataluña | Bandera de las Islas Baleares |
| C. D. Numancia de Soria    | S. C. R. Peña Deportiva       | C. D. Teruel      | Lleida Esportiu     | C. D. Ibiza Islas Pitiusas    |
| 1.º Grupo 3                | 3.º Grupo 3                   | 4.º Grupo 3       | 5.º Grupo 3         | 6.º Grupo 3                   |

| Bandera de Andalucía | Bandera de Extremadura | Bandera de Extremadura | Bandera de Ceuta  | Bandera de Extremadura |
| Córdoba C. F.        | C. P. Cacereño         | A. D. Mérida           | A. D. Ceuta F. C. | C. D. Coria            |
| 1.º Grupo 4          | 2.º Grupo 4            | 3.º Grupo 4            | 4.º Grupo 4       | 5.º Grupo 4            |

| Bandera de la Comunidad Valenciana | Bandera de la Comunidad Valenciana | Bandera de la Región de Murcia | Bandera de la Comunidad Valenciana | Bandera de la Comunidad Valenciana |
| C. F. Intercity                    | C. F. La Nucía                     | Real Murcia C. F.              | C. D. Eldense                      | Hércules C. F.                     |
| 1.º Grupo 5                        | 2.º Grupo 5                        | 3.º Grupo 5                    | 4.º Grupo 5                        | 5.º Grupo 5                        |

## Clasificados para laCopa RFEF 2022-23
Se clasifica el mejor posicionado de cada grupo que no consiguiera plaza para la Copa del Rey (salvo los filiales, ya que no participan en dicha competición).
| Bandera de Galicia | Bandera de Navarra | Bandera de las Islas Baleares | Bandera de Andalucía    | Bandera de la Región de Murcia |
| Bergantiños F. C.  | C. D. Izarra       | S. D. Formentera              | C. D. San Roque de Lepe | Mar Menor F. C.                |
| 6.º Grupo 1        | 10.º Grupo 2       | 7.º Grupo 3                   | 6.º Grupo 4             | 6.º Grupo 5                    |